# Мексиканская кампания Скотта
Мексиканская кампания Скотта, или поход Скотта на Мехико (англ. Scott's Mexico City campaign), — военная кампания под руководством американского генерала Уинфилда Скотта в 1847 году во время американо-мексиканской войны. Намереваясь принудить мексиканское правительство к миру, Скотт высадился около Веракруса, захватил этот город и начал наступление на столицу Мексики, следуя по пути похода Эрнана Кортеса (1519). Разбив мексиканскую армию при Серро-Гордо и Чурубуско, Скотт подступил к Мехико и в ходе нескольких сражений овладел городом. Падение Мехико и несколько последующих сражений вынудили мексиканское правительство пойти на переговоры и заключить договор Гуадалупе-Идальго. Военные историки считают кампанию Скотта важным этапом в развитии американского военного дела и шедевром военного искусства своего времени: имея всего 10 тысяч человек и будучи почти без резервов, он разбил вдвое превосходящие его силы и за шесть месяцев закончил кампанию.

## Предыстория
В ходе успешных кампаний в северной Мексике американской армии удалось взять под контроль значительную часть страны, но расчёт американского правительства на короткую войну не оправдался. Несмотря на поражения, Мексика не шла на переговоры, президент А. Санта-Анна и мексиканская пресса были настроены на продолжение войны. Америка столкнулась с перспективой ведения войны неопределённой длительности и напряжённости. В самой Америке постепенно росло недовольство. Британский посол в США Ричард Пакенхэм доносил в Лондон, что разочарование ходом войны заметно растёт с каждым днём. Становилось понятно, что предстоят большие расходы и человеческие жертвы, и многие сомневались, что у страны хватит экономических и человеческих ресурсов для такой войны. В этой ситуации генерал Закари Тейлор предлагал просто удерживать занятую территорию, не заключая мира, тем более, что в Мексике, по его мнению, не было стабильного правительства, с которым можно было бы вести переговоры. Это мнение разделяли Джон Кэлхун и госсекретарь Джеймс Бьюкенен. Сам президент Полк тоже склонялся к такой стратегии.

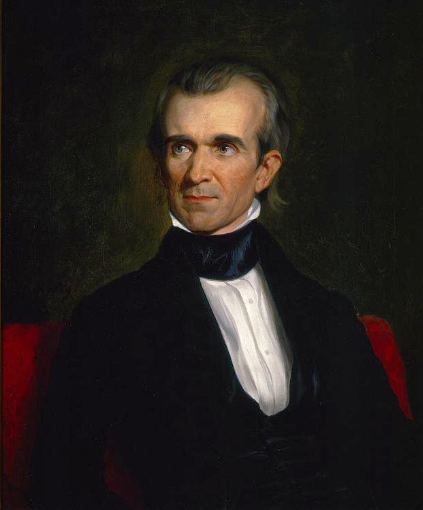
Президент Полк в 1846 году

Вместе с тем такая стратегия была выгодна Мексике и невыгодна Америке. Американской армии пришлось бы ценой больших расходов удерживать длинную линию фронта, а мексиканская армия могла бы наносить концентрированные удары. Контрибуции были бы невозможны, отдельные мелкие поражения сказывались бы на общественном мнении, а европейские государства могли бы монополизировать торговлю с Мексикой, и, кроме того, Америка превратилась бы в оккупанта, который удерживает территорию без формальных прав на неё. Президент Полк понимал неприемлемость этой стратегии, но и решительное наступление на Мексику с целью принуждения её к миру казалось ему слишком опасным. Посол Пакенхэм писал, что президент крайне расстроен (extremely distressed) этой дилеммой.
И в правительстве, и в прессе осознавали необходимость решительного наступления, но было очевидно, что наступление с севера, с реки Рио-Гранде на Мехико, через 800 миль степей и пустынь, не представляется возможным. Очень рано возникла идея десанта у Веракруса. Ещё 4 июля 1846 года сенатор Бентон предложил высадиться за пределами дальности форта Улуа, взять город штурмом с суши и наступать оттуда на Мехико. Однако на тот момент было непонятно, получится ли у армии взять Веракрус. В 1838 году французский флот за 6 часов бомбардировки не смог повредить форт Улуа, а с того времени форт был усилен дополнительными орудиями. Ричард Пакенхэм, который когда-то был послом в Мексике, считал атаку Веракруса крайне опасной затеей. Некоторые предлагали вместо Веракруса захватить Тампико. К концу августа президент Полк всё же решил атаковать именно Веракрус. К началу октября стало понятно, что атака Веракруса с суши осуществима. Две недели администрация президента разрабатывала планы, и в итоге 22 октября генералу Тейлору было приказано приостановить операции в северной Мексике. Было окончательно решено атаковать Веракрус силами отряда в 3—4 тысячи человек, захватить его и пока этим ограничиться.
7 ноября сенатор Бентон сообщил президенту о неблагоприятных результатах выборов в Конгресс и сказал, что пора начинать наступление, и что после взятия Веракруса необходимо решительно атаковать Мехико. Полк понял, что надо действовать быстро. 14 ноября он решил выделить 9 полков (6750 чел.) для атаки Веракруса, хотя ещё не решился на наступление на столицу. Против наступления на Мехико был и Бьюкенен, который считал, что вероятность неудачи слишком высока.

### Выборы командующего

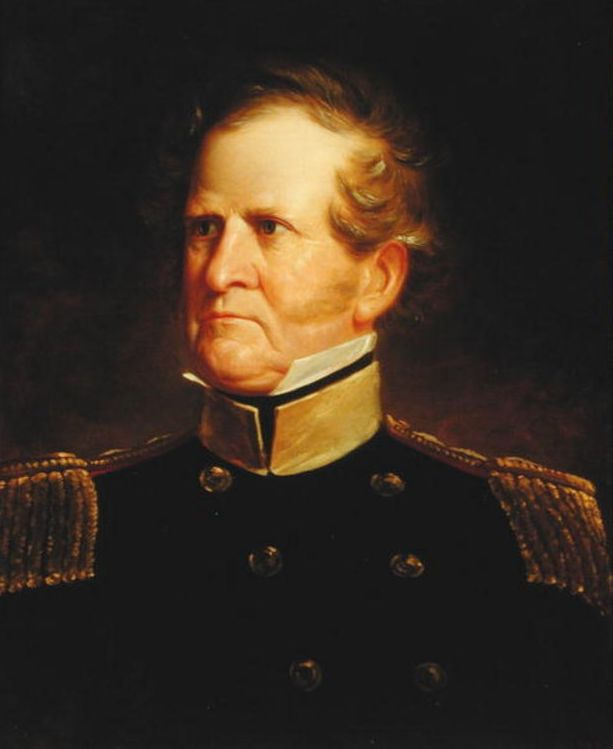
Уинфилд Скотт в 1835 году

В качестве командующего операцией ещё в октябре 1846 года был выбран генерал Роберт Паттерсон. Однако он не был урождённым американцем и поэтому не мог быть впоследствии выдвинут кандидатом от демократов в президенты. Его боевой опыт также был недостаточным, и его назначение автоматически привело бы к отставке Тейлора и Скотта. Также обнаружилось, что он не пользуется доверием армии. Тогда президент Полк выбрал генерала Уильяма Батлера, но и у него не оказалось достаточного количества заслуг. Тогда был выбран генерал Закари Тейлор, но и тут возникли проблемы: Тейлор был хорошим бойцом, но плохим организатором. Он не доверял администрации президента, не делился с ней своими планами и постоянно пытался свалить на неё ответственность за свои собственные ошибки. Кроме того, Тейлор не верил в успех кампании: приближался сезон жёлтой лихорадки, которую он считал опаснее ста тысяч мексиканских штыков. Генерал Эдмунд Гейнс также не годился для этой должности, и в итоге оставалась только одна подходящая кандидатура — генерал Уинфилд Скотт.
Полк сначала не доверял Скотту, но военный министр Уильям Марси уверил его, что Скотт — единственный человек, пригодный для этой должности. Марси склонил на свою сторону сенатора Бентона, затем остальных членов кабинета министров, и в итоге Полк с неохотой согласился на этот вариант. Многие полагали, что Полк решил таким образом столкнуть между собой двух вигов — Скотта и Тейлора. 18 ноября Скотт был назначен командиром экспедиции.
Скотт рассчитывал получить письменные инструкции, но 23 ноября Марси написал ему, что он должен отправиться в Мексику, принять командование и далее действовать по своему суждению, без контроля сверху, «насколько диктуют обстоятельства». Фактически правительство ничего не обещало, ни за что не брало ответственность, возлагая всю работу на Скотта. В случае успеха демократическая администрация получила бы большие выгоды, а в случае неудачи виноват оказался бы виг-главнокомандующий. Чтобы сформировать армию для Скотта, было решено забрать часть войск из армии Тейлора, что неизбежно порождало трения между последним и главнокомандующим.

### План Скотта
Скотт полагал, что форт Улуа может быть неприступен с моря, или же его взятие потребует недопустимо высоких жертв и потери времени и в итоге приведёт к срыву кампании, поэтому он решил высадиться около Веракруса, захватить город, а затем быстро наступать на Мехико, чтобы завершить кампанию до наступления сезона жёлтой лихорадки. По его мнению, мексиканцы располагали армией в 20—30 тысяч человек, и для войны с ними желательна армия в 15 000 человек. 21 ноября он предложил взять для этой цели 5000 регуляров, 6000 добровольцев и ещё 4000 новобранцев. Он считал, что и 10 000 человек может быть достаточно на первое время, но, чтобы не терять времени, был готов начать кампанию с отрядом в 8000 человек, которых он хотел перебросить в Веракрус с острова Бразос. Ожидая ожесточённого сопротивления при десантировании, он желал иметь 140 десантных лодок, чтобы сразу высадить 5000 человек и 8 орудий.
Часть войск предполагалось забрать у Тейлора, поэтому 25 ноября Скотт написал ему письмо, чтобы объяснить ситуацию и избежать возможного конфликта:

Я отправляюсь в Мексику и начну боевые действия на новом театре; я не могу сказать сейчас, где именно, но с учётом рекомендаций из Вашингтона вы можете это представить; будут набраны новые войска, однако — поскольку сезон лихорадки близок — я должен взять большую часть ваших войск; ваши победы, впрочем, поставили вас в такое положение, что вы можете некоторое время действовать оборонительно, и ещё до весны, я полагаю, вы сможете возобновить боевые действия; я рассчитываю посоветоваться с вами и планирую быть для этой цели в Камарго около 23 декабря.
Оригинальный текст (англ.)– I am going to Mexico and shall conduct operations in a new field; where that is to be I cannot safely state, but with the aid of advices received from Washington you can imagine; new forces have been called out, yet—as the season of yellow fever is at hand—I shall have to take most of your troops; your victories, however, have placed you on such an eminence that you can afford to act on the defensive for a time, and before spring I think you will be able to resume active operations; I desire to consult with you, and plan to be at Camargo for that purpose about the twenty-third of December.
— 
30 ноября Скотт отплыл из Нью-Йорка в Новый Орлеан, оттуда отбыл на остров Бразос, куда прибыл 27 декабря. Тейлор тем временем получил его письмо, но не стал на него сразу отвечать и не отправился в Камарго, а выступил маршем на Викторию, чтобы оказаться как можно дальше от Скотта. 29 декабря последний отправился в Камарго, но не застал там Тейлора и поэтому 3 января 1847 года поручил генералу Батлеру собрать необходимые войска в устье реки Рио-Гранде. Несмотря на все тактичные письма Скотта, Тейлор был взбешён его решениями. Он решил, что Скотт интригами добился должности главнокомандующего, пообещав Полку лишить Тейлора шанса на победу в президентских выборах. Он говорил, что его предали, бросили погибать в Мексике, и винил во всём Скотта и президента. Главнокомандующий между тем вернулся на остров Бразос и стал готовиться к экспедиции. Вскоре генерал Уорт привёл первые регулярные части, а 11 февраля из Нового Орлеана прибыли транспорты. 19 февраля Скотт прибыл в Тампико, куда пришли части Паттерсона и Китмана.
В числе офицеров, переведённых в штаб Скотта, был и капитан Роберт Эдвард Ли, который получил приказ прибыть на Бразос 16 января. Неизвестно, было ли это ответом на его прошение о переводе или же Скотт сам запросил его перевода. Не сохранилось документов, объясняющих это решение командующего. Возможно, кандидатуру Ли предложил полковник Джозеф Тоттен, которого Скотт назначил главным инженером своей армии.
По мнению ряда исследователей, Скотт и офицеры его штаба при планировании операций использовали книгу о походе Кортеса на Теночтитлан («История завоевания Мексики») авторства Уильма Прескотта. Книга была опубликована в 1843 году и отличалась детальным описанием местности.

## Кампания

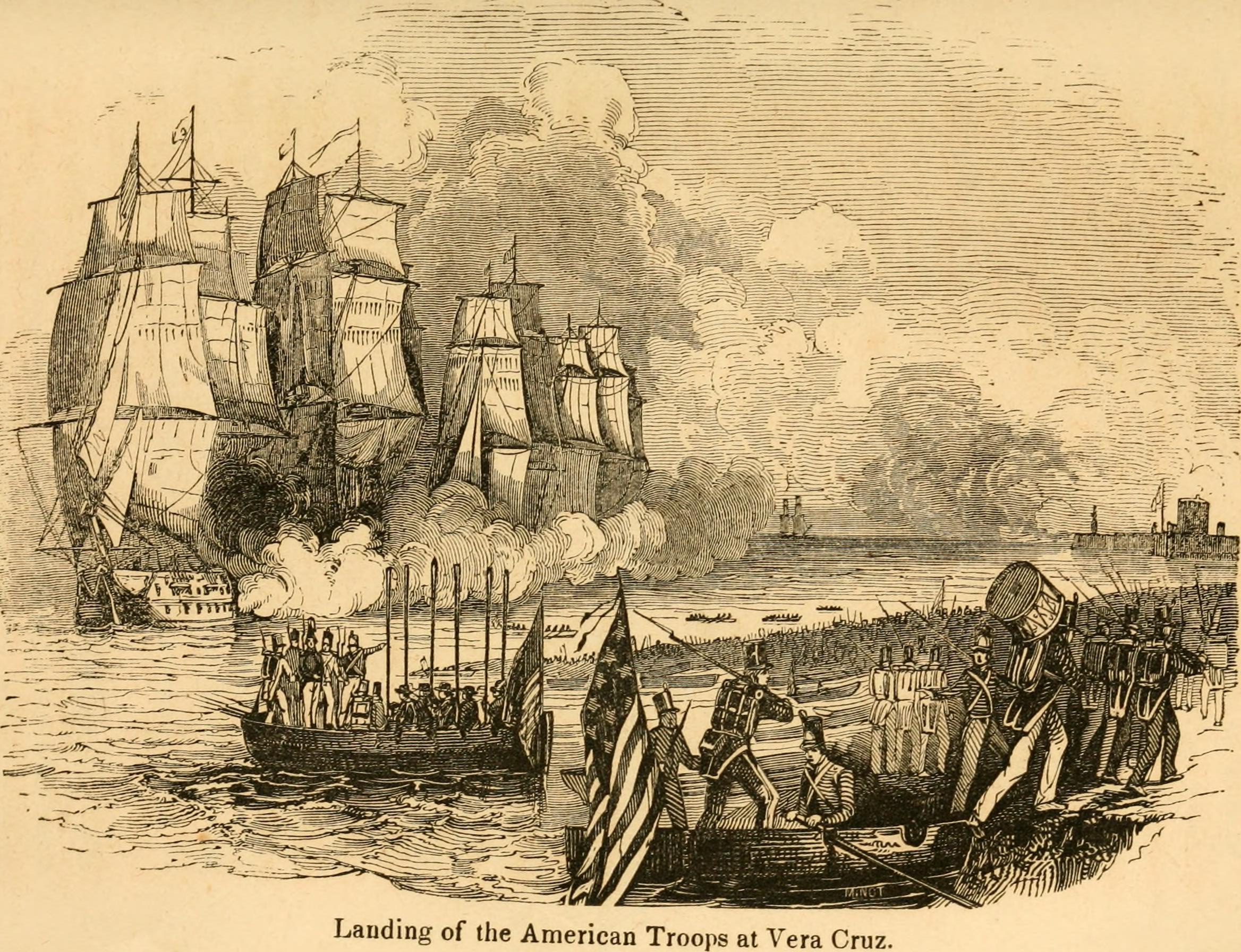
Американская армия высаживается у Веракруса

20 февраля Скотт покинул Бразос и отправился к острову Лобос, куда прибыл на следующий день. 22 февраля был торжественно отмечен день рождения Джорджа Вашингтона. Только 25 февраля удалось высадить солдат и матросов на остров. 3 марта армия и флот были окончательно готовы, и в тот же день Скотт отправился к Веракрусу. Главнокомандующий находился на пароходе USS Massachusetts, который шёл в голове колонны.
5 марта флот прибыл к Веракрусу, порт которого был уже давно блокирован американским флотом. 7 марта Скотт вместе со своим штабом встретил коммодора Дэвида Коннера, который уже некоторое время изучал укрепления Веракруса и прилегающую местность. Коннер предложил провести совместную рекогносцировку, и офицеры (в их числе капитан Роберт Ли, лейтенант Джордж Мид, Джозеф Джонстон и Пьер де Борегар) взошли на борт парохода Petrita. Когда пароход проходил мимо форта Улуа, он оказался всего в паре километров от крепостных орудий, которые открыли по пароходу огонь. Джордж Мид потом говорил, что Скотт пошёл на бессмысленный риск, приблизившись так близко к замку. Одно случайное попадание могло вывести пароход из строя, а ещё два удачных попадания сразу же положили бы конец всей экспедиции.
Историк Джон Эйзенхауэр также писал, что гибель парохода могла не только сорвать кампанию, но и повлиять на ход будущей Гражданской войны: на борту в тот момент находились многие будущие командиры Севера и Юга.
В ходе рекогносцировки Скотт пришёл к тому же мнению, что и Коннер ранее: десантирование лучше всего осуществить на пляже Мокамбо-Бэй в 5 км южнее Веракруса, напротив острова Сакрифисиос. Остров при этом прикрывал бы корабли от опасного северного ветра. Скотт решил начать операцию уже 8 марта, но непогода заставила его отложить десантирование на утро 9 марта.
На рассвете 9 марта около 5000 человек были размещены на фрегатах Raritan и Potomac. В 11:00 был отдан приказ о выдвижении, в 13:00 флот прибыл к острову Сакрифисиос и встал на якорь. По сигналу с «Массачусетса» начала десантирование регулярная дивизия генерала Уорта. Солдат разместили на 65 десантных кораблях, по 50—80 человек на каждый. На берегу были заметны передвижения противника: было видно около трёх сотен кавалерии, и предполагалось присутствие орудий. Кавалерию отогнали огнём корабельных орудий. Генерал Уорт первым ступил на берег, и вскоре его дивизия заняла первую цепь дюн. Корабли вернулись за второй партией десанта — дивизиями Паттерсона и Твиггса. К полуночи все 10 000 человек были высажены на берег без единого инцидента.

### Осада Веракруса

Наступление армии Скотта на Пуэблу

На следующий день дивизии армии Скотта приблизились к городу. Главнокомандующий собрал военный совет, чтобы решить, стоит ли брать город штурмом или надлежит начать осаду. Совет высказался за правильную осаду, и армия начала постепенно окружать город. К полудню 13 марта дивизия Твиггса вышла к морю севернее города, и Веракрус был взят в полукольцо. В тот же день Скотт предупредил испанского консула в городе о возможной бомбардировке и штурме. Армия подошла к городу примерно на 700 м, и её позиции протянулись на 11 км. Некоторые участки были не заняты войсками, но их прикрыли сильными пикетами. Были перекрыты все дороги, перерезаны все источники водоснабжения. 16 марта Скотт официально объявил, что никто не сможет вырваться из города. В это же время продолжались выгрузка артиллерии и сооружение позиций для батарей. Не всю артиллерию удалось доставить к городу, ощущалась нехватка тягловых животных и практически всего, необходимого для осады, но, несмотря на эти трудности, к полудню 22 марта были построены три батареи (№ 1, № 2 и № 3) для семи 10-дюймовых мортир, а через день была введена в дело ещё одна батарея (№ 4) из трёх мортир. Скотт запрашивал 40 мортир, но получил только десять.

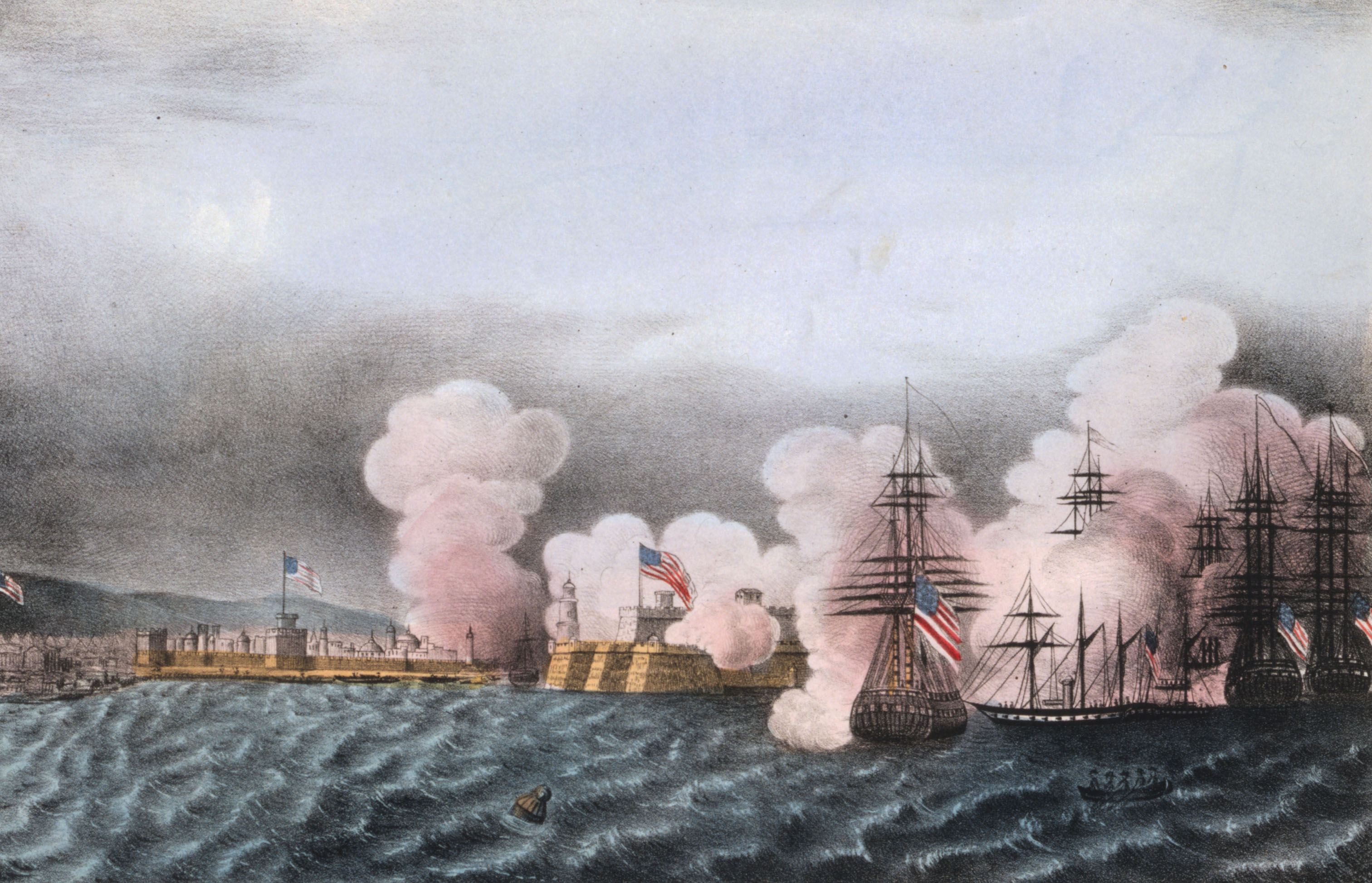
Салют по случаю взятия Веракруса

В тот же день, 22 марта, Скотт отправил командованию Веракруса предложение капитуляции, но оно было отвергнуто. В 16:15 был открыт огонь из всех семи мортир. Огонь вёлся до ночи, ночью и потом весь день 23 марта, но эффект его оказался незначительным. Мортиры повреждали строения города, но не наносили существенного ущерба крепостным стенам. Скотт приказал доставить на берег тяжёлые корабельные орудия, которые разместили в батарее № 5, построенной под руководством лейтенанта Густавуса Смита. Батареей командовали капитан Ли, лейтенант Смит и лейтенант Уильямс. Утром 25 мая бомбардировка велась с интенсивностью в 180 выстрелов в час. Утром 26 марта генерал Хуан Моралес подал в отставку и сдал командование генералу Хуану Ландеро, который сразу выслал парламентёров для переговоров. Он передал просьбу иностранных консулов о перемирии для вывода нейтральных лиц, и он же передал просьбу Ландеро о начале мирных переговоров, для чего предлагалось выслать трёх представителей. Скотт послал Уорта, Пиллоу и полковника Тоттена. Они встретились с мексиканскими представителями в местечке Пунта де Орнос, затем провели повторную встречу 27 марта и на этой встрече пришли к договорённости, которая была ратифицирована обеими сторонами. Мексиканским солдатам было разрешено покинуть город и сложить оружие, после чего они условно освобождались. Скотт гарантировал жителям Веракруса неприкосновенность личности и собственности. Мексиканская армия покинула город 29 марта в 10:00.
В город сразу же вошла дивизия Уорта. Мексиканцы обратили внимание, что победители не демонстрировали своего превосходства, не сказали и не сделали ничего унижающего сдавшихся. Сам Скотт не присутствовал при капитуляции. В этот день он освободил от условного плена 40 офицеров, надеясь на их посредничество при заключении мира с Мексикой в будущем.
Санта-Анна назвал сдачу Веракруса «постыдной капитуляцией». Форт Улуа остался цел, в городе оставались крупные запасы продовольствия (достаточные, чтобы продержаться до середины апреля), и был шанс на их пополнение от прорывателей блокады. Мексиканская сторона говорила потом о сотнях убитых, но, по данным британских наблюдателей, было убито и ранено всего 80 солдат, а также 100 гражданских лиц, в том числе женщин и детей. Оставались запасы боеприпасов, равно и запасы воды. За время осады мексиканцы сделали 6267 выстрелов, 8486 орудийных залпа и убили 19 человек и ещё 63 ранили.

### Наступление на Пуэблу
Многие наблюдатели сомневались, что Скотт сможет начать наступление на Мехико. Британский дипломат Пакенхэм предполагал, что после взятия Веракруса ему потребуется несколько месяцев на подготовку армии, а к тому времени погода сделает продолжение кампании невозможным. Сальвадор Бермудес де Кастро, посол Испании в Мексике, полагал, что жара и лихорадка ослабят американскую армию, а на пути в Мехико имеется такое количество удобных оборонительных позиций, что даже без тщательной подготовки мексиканцы смогут остановить наступление. Сам Скотт был уверен в успехе, но после взятия Веракруса у него имелось всего две трети от ожидаемых сил и остро не хватало снаряжения и продовольствия. Очень много тягловых животных погибло при транспортировке. Из 800 запрошенных повозок к 6 апреля прибыло только 180, и ещё 300 были в пути. Из 5—6 тысяч запрошенных мулов прибыло только 1100. Попытка добыть животных в окрестностях Веракруса не увенчалась успехом. Скотт решил, что сможет что-то раздобыть в окрестностях Халапы — городка в 120 км от Веракруса. 8 апреля 2-я регулярная дивизия под командованием генерала Твиггса выступила на Халапу. Добровольческая дивизия Паттерсона (бригады Шилдса и Пиллоу) выступила на следующий день.
Дорога на Халапу была примерно той самой дорогой, по которой шёл отряд Эрнана Кортеса в 1519 году. Имелась ещё одна дорога на запад, по которой можно было быстрее покинуть жаркие низины, но дорога на Халапу была в лучшем состоянии.
В отряде Твиггса были две артиллерийские батареи (батареи Фрэнсиса Тейлора и Джорджа Талкотта: шесть 24-фунтовых орудий, две 8-дюймовые гаубицы и четыре 10-дюймовые мортиры) и эскадрон драгун, всего 2600 человек. Идти пришлось по безветрию под палящим солнцем по плохим дорогам. Много повозок было повреждено, много солдат умерло в пути. Из-за проблем с повозками даже офицерам не хватало палаток и продовольствия. Скотт рисковал, отправляя вперёд одну единственную дивизию, но он полагал, что при фронтальной атаке численность отряда не будет иметь большого значения, а Санта-Анна, по его данным, занимает выгодную оборонительную позицию и не станет рисковать атакой американской армии, которая в сражении при Буэна-Висте доказала свою способность успешно обороняться.

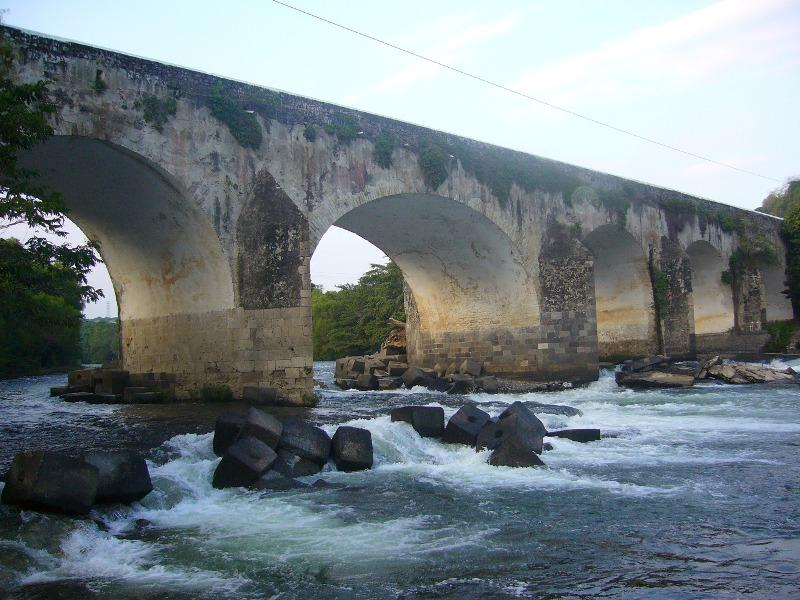
Пуэнте-Насьональ

Мексиканское командование ещё в 1846 году понимало, что американцы после падения Веракруса будут наступать на Мехико по основной дороге, поэтому были выбраны удобные места для обороны и выданы распоряжения по их укреплению. Однако когда 20 марта Санта-Анна вернулся с севера в Мехико, он обнаружил, что почти ничего не сделано. Санта-Анна сразу начал стягивать на позицию все возможные силы. Он поручил командование в регионе генералу Валентину Каналисо, которому приказал укреплять Серро-Гордо и любой ценой удерживать мост Пуэнте-Насьональ, чтобы дать армии время на концентрацию. Было объявлено о наборе в армию всех лиц от 15 до 50 лет. 2 апреля Санта-Анна передал управление столицей генералу де Анайе и отбыл в Серро-Гордо. По пути он узнал, что работы по строительству укреплений у Пуэнте-Насьональ так и не начались, 800 из 1000 человек бросили позиции, не хватает денег и боеприпасов, ввиду чего Каналисо приказал оставить мост, вывезти все припасы и уничтожить артиллерию, которую не смогут вывезти. 7 апреля Санта-Анна прибыл в Серро-Гордо, изучил местность и решил задержать американцев на этой позиции, которая была сильна с фронта и которую нельзя было обойти с флангов. Он надеялся удержать здесь американцев до наступления сезона лихорадки.
11 апреля дивизия Твиггса вышла к мосту Пуэнте-Насьональ и встала там лагерем. Скотт предупредил Твиггса, что разведка заметила впереди признаки большой армии и что, вероятно, артиллерия прикрывает подступы к Серро-Гордо, но утром 12 апреля Твиггс выступил из лагеря обычным маршевым порядком. Его спасло только нетерпение мексиканцев: они открыли огонь по его колонне ещё до того, как он подошёл достаточно близко. Твиггс сумел отступить и отвести обоз. Рекогносцировка показала, что позиция у Серро-Гордо весьма сильна, но Твиггс приказал начать атаку следующим же утром. Вскоре подошла дивизия Паттерсона, который не пожелал принимать ответственности за происходящее, сослался на болезнь и сдал общее командование Твиггсу. Пиллоу и Шилдс, однако, попросили день отдыха, поэтому Твиггс перенёс начало атаки на 13 апреля, а затем Паттерсон вообще отменил её. 14 апреля на позиции прибыл Скотт. К этому времени лейтенант Уильям Брукс нашёл путь в обход левого фланга противника, а затем лейтенант Борегар, капитан Эйрс и Тоуэр дополнительно его разведали и пришли к мнению, что лучше всего найти путь в обход мексиканских позиций. Однако информации всё ещё не хватало, и Скотт послал на разведку капитана Ли. К 16 апреля было решено готовиться к обходному манёвру.
Утром 17 апреля началось сражение при Серро-Гордо: дивизия Твиггса вышла во фланг мексиканских позиций и захватила высоту Ла-Аталайа. Твиггс атаковал следующую высоту, Эль-Телеграфо, но был отбит. Утром 18 апреля американцы пошли ещё дальше в обход мексиканского фланга: бригада Беннета Райли и бригада Шилдса под руководством капитана Роберта Ли начали наступление: Райли атаковал Эль-Телеграфо, а Шилдс вышел в тыл противника. Боясь попасть в окружение, мексиканцы обратились в бегство. Санта-Анна и Каналисо покинули поле боя. В 10:00 сражение завершилось. У Скотта не хватало кавалерии для преследования, но он отправил в наступление все доступные части, кроме бригады Пиллоу. Паттерсон признал себя достаточно здоровым и принял командование наступлением. Мексиканские планы предполагали вторую линию обороны у местечка Ла-Хойа, но командующий там генерал Грегорио Гомес отправил в тыл сообщение «Всё потеряно у Серро-Гордо! Всё, всё!» и отступил. У Серро-Гордо в плен попало около 3000 мексиканцев, но так как кормить их было нечем, то все были условно освобождены. Было захвачено 4000 ружей, но они были старыми и непригодными, и их уничтожили. 40 захваченных орудий были также признаны непригодными и оставлены в Серро-Гордо. Мексиканская армия потеряла в сражении 1000 или 1200 человек, американская же потеряла за два дня боёв 30 офицеров и 387 рядовых, из которых 64 было убито.
Американцы остановили преследование в нескольких милях перед Халапой, а 19 апреля продолжили марш и в 9:00 передовые части с примкнутыми штыками и развёрнутыми знамёнами вошли в Халапу. Здесь Скотт составил рапорт о сражении. Несмотря на то, что всё пошло не совсем так, как он предполагал, главнокомандующий решил скрыть некоторые неудобные факты и не упоминать ошибок своих подчинённых. Генерал Уорт впоследствии назвал этот рапорт «ложью от начала до конца».

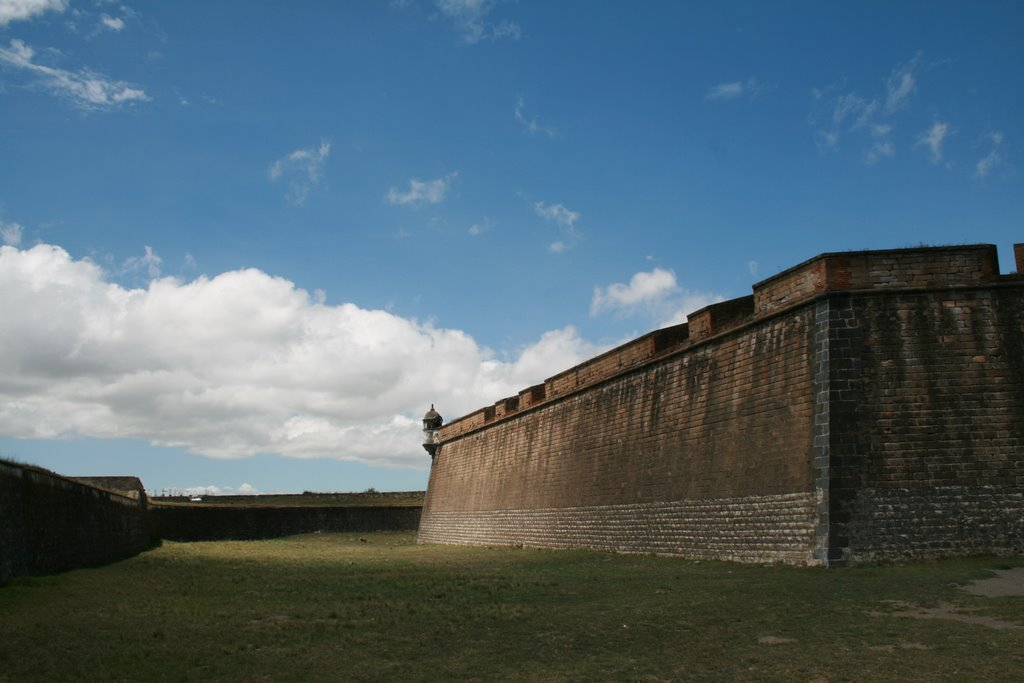
Крепость Пероте (Fortaleza de San Carlos)

Скотт приказал Уорту продолжить марш, и дивизия последнего продолжила наступление, двигаясь по дороге, которая за Халапой поднималась в горы. Местность становилась всё высокогорнее и холоднее, а через 20 км после Халапы дивизия прошла «Чёрное ущелье» около селения Ла-Хойа: узкий проход между горами, где были заметны следы укреплений. Однако американцы обнаружили в ущелье только семь или восемь заклёпанных орудий. Через 10 км дивизия вышла к высокогорному селению Лас-Вигас, а ещё через 20 км вышла на равнину к форту Пероте, который был оставлен мексиканской армией. Каналисо приказал эвакуировать замок ещё 19 апреля, поэтому в полдень 22 апреля Уорт занял замок, где ему достались 50 орудий, 25 000 ядер и снарядов и 500 мушкетов. Здесь Уорт остановился, выслав бригаду Гарланда на 25 км вперёд, к Тепеяхуалко.
Скотт между тем оставался в Халапе, решая организационные проблемы. Необходимо было снабдить армию снаряжением и боеприпасами, для чего требовались сильные конвои на дороге Халапа — Веракрус. Вопреки его ожиданиям, в Халапе не обнаружилось необходимых запасов продовольствия, поэтому требовалось дождаться подхода дивизии Китмана с обозами, иначе ситуация становилась критической. Кроме того, к середине июня у семи полков и двух рот истекали сроки службы. Президентская администрация предполагала, что многие перезапишутся на новые сроки, но эти ожидания не оправдались; из 3700 человек добровольцев службу продолжила примерно одна рота — этих людей убедил остаться лейтенант Робердо Уит, который и возглавил эту роту. В итоге 6 мая Скотт освободил добровольцев от службы и отправил их в Веракрус под командованием Паттерсона. Теперь в его распоряжении оставалось 7113 человек. Скотт ожидал прибытия 12 новонабранных полков, но прибыли только три полка (960 человек). Главнокомандующий приказал оставить один полк в Пероте, а остальные два под командованием Уорта отправить на Пуэблу.
Город Пуэбла находился в основном под контролем мексиканской католической церкви, которая не испытывала симпатий к Санта-Анне и мексиканским военным. В Пуэблу приходили сообщения, что американцы снижают налоги на занятой территории и что при них оживает торговля. Солдаты Скотта обращались с гражданским населением лучше, чем солдаты Санта-Анны. Поражение армии при Серро-Гордо пошатнуло веру в способности армейского командования. Лидеры церкви склонялись к миру со Скоттом и вместо призывов к сопротивлению стали устраивать шествия с призывами полагаться на молитвы, а не на оружие. 11 мая Санта-Анна с армией в 4500 человек прибыл в Пуэблу, но встретил там прохладный приём и смог набрать в городе всего 200 рекрутов. 14 мая дивизия Уорта подошла к городку Амосок; Санта-Анна решил атаковать противника силами 2000 кавалеристов, но ничего не достиг. 15 мая Уорт вступил в переговоры с властями Пуэблы и получил разрешение войти в город в обмен на гарантию защиты гражданских и религиозных прав и на сохранение мексиканских законов.

### Скотт в Пуэбле

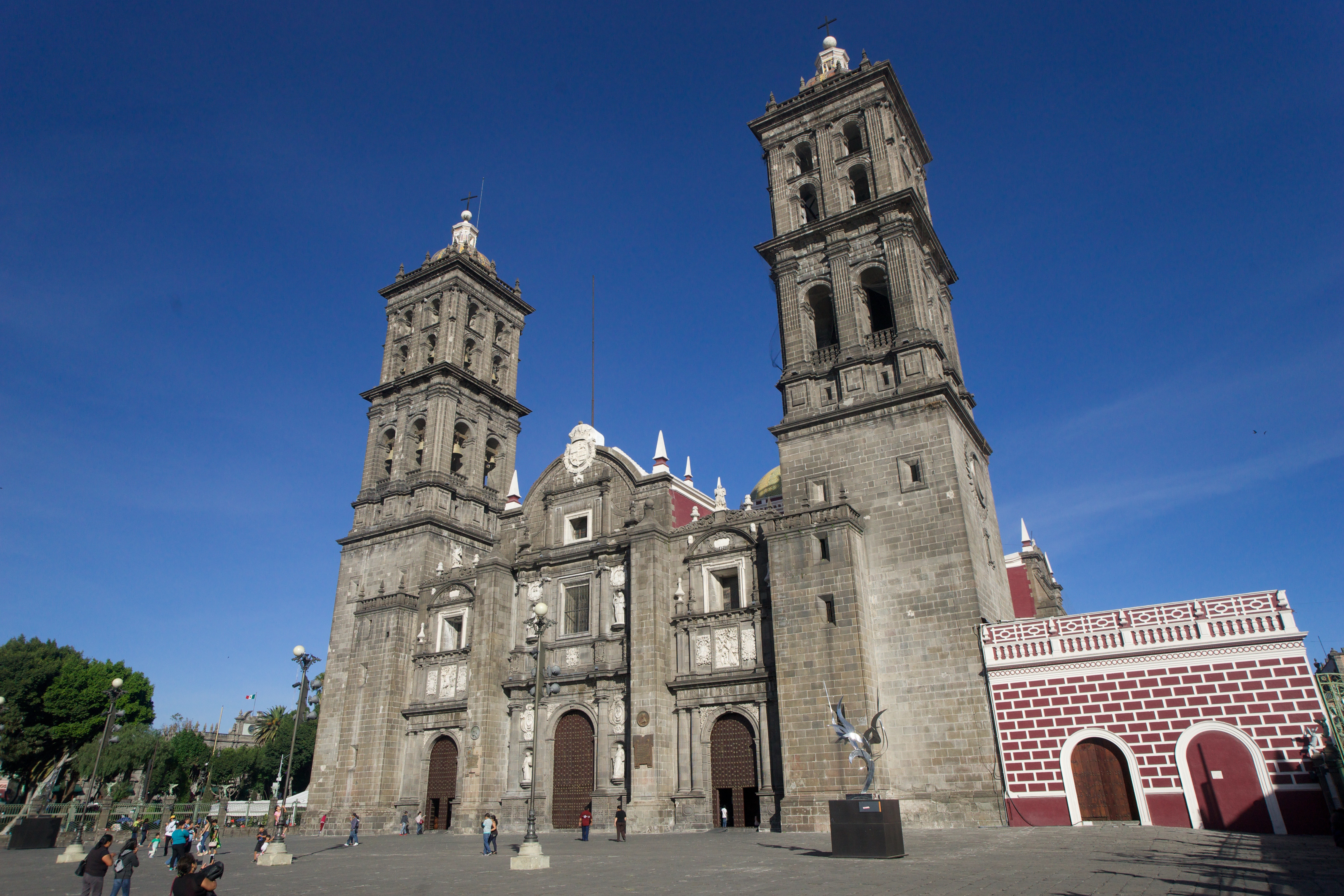
Собор на площади Пуэблы

15 мая дивизия Уорта вступила в Пуэблу. 22 мая туда же отправилась дивизия Твиггса, а 28 мая Скотт сам прибыл в Пуэблу, оставив небольшие гарнизоны в Халапе и Пероте. Его положение оставалось сложным. Армии не хватало денег, она испытывала проблемы со снабжением, и пополнения не приходили. У Скотта было 5800 человек, из которых только 4000 были готовы к полевой службе, а Санта-Анна накапливал силы, и 7 миллионов мексиканцев также представляли собой потенциальную опасность. 3 июня Скотт был вынужден принять рискованное решение — он вызвал в Пуэблу гарнизоны Халапы и Пероте, увеличив таким образом армию, но отрезав себя от Веракруса. Это вызвало осуждение генерала Пиллоу и президента Полка. Однако и теперь у Скотта не было сил для продолжения наступления, и ему оставалось только ждать пополнений.
Известно, что герцог Веллингтон внимательно следил за кампанией Скотта и отслеживал её по карте. Узнав, что Скотт прервал коммуникации с Веракрусом, он воскликнул: «Скотт пропал! Успех вскружил ему голову! Он не сможет взять город и не сможет вернуться к базам!»
Между тем набор новых полков шёл медленно. Из-за разногласий в Сенате «Билль о десяти полках» был принят только 10 февраля, а сам набор начался только 2 и 3 марта. 19 апреля было сформировано 6 пехотных полков и 12 кавалерийских рот. 4 июня 6000 новобранцев выступили из Веракруса под командованием полковника Макинтоша, но последовали разного рода задержки, и только 8 июля новобранцы вступили в Пуэблу. Теперь у Скотта был 8061 человек, готовых к службе, и 2215 больных. 6 августа пришли 2500 человек под командованием генерала Пирса. После прибытия пополнений полевая армия Скотта (за вычетом примерно 2500 человек, которых он оставил в Пуэбле в качестве гарнизона под командованием полковника Томаса Чайлдса) стала насчитывать 10 738 человек и имела следующий состав:

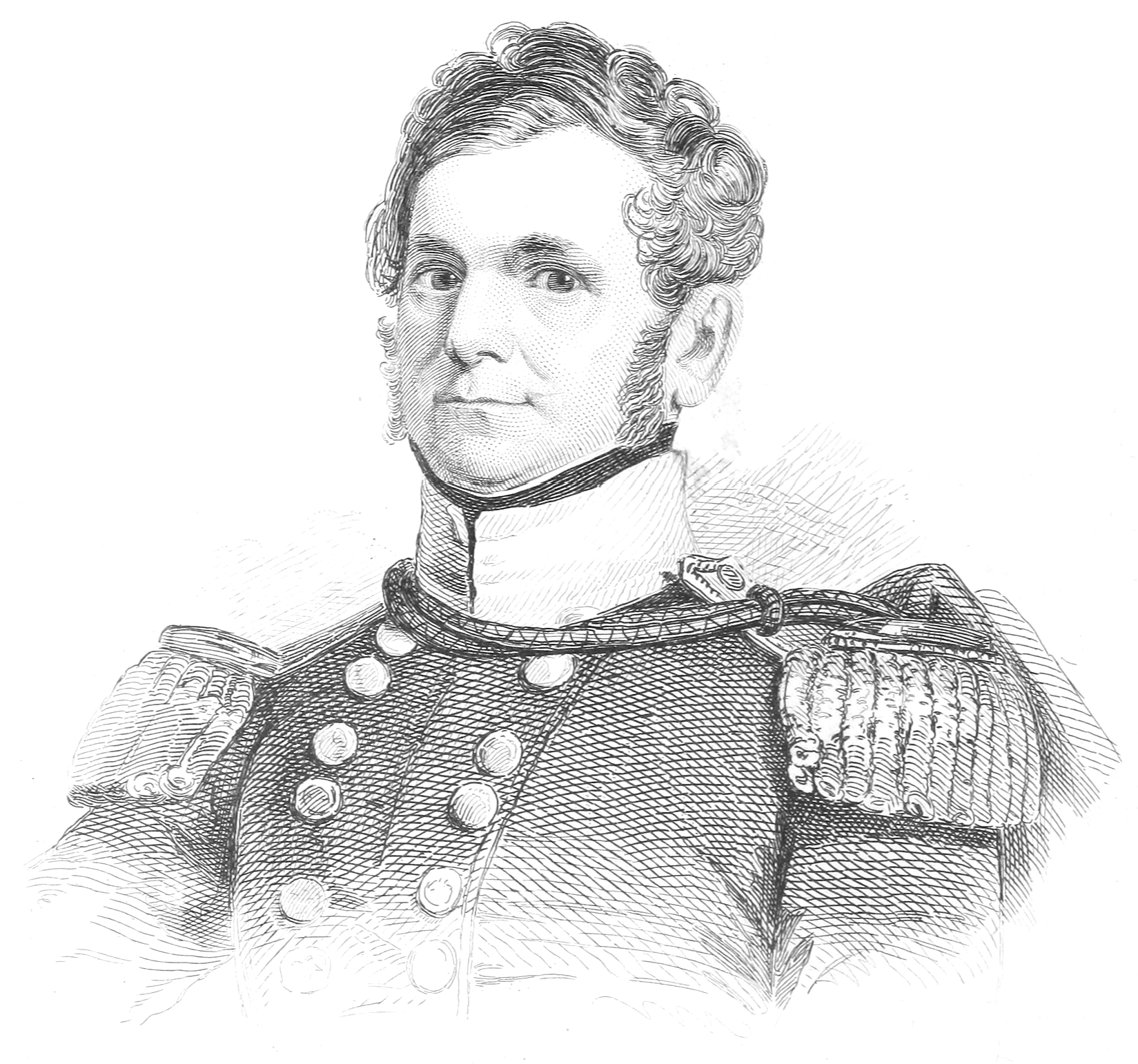
Генерал Уорт (рисунок 1848 года)

- Кавалерийская бригада Уильяма Харни: части 1-го[англ.], 2-го и 3-го драгунских полков[англ.].
- 1-я дивизия под командованием Уильяма Уорта
  - Бригада Джона Гарланда[англ.]
    - 2-й артиллерийский полк (пехота)[англ.]
    - 3-й артиллерийский полк (пехота)[англ.], майор Роберт Бьюкенен[англ.]
    - батарея Дункана[англ.], капитан Джеймс Г. Дункан[англ.]

  - Бригада Ньюмана Кларка[англ.]
    - 5-й пехотный полк[англ.]
    - 6-й пехотный полк[англ.], подполковник Бенджамин Бонневилль[англ.]
    - 8-й пехотный полк[англ.]
    - артиллерийская батарея
- 2-я дивизия под командованием Дэвида Твиггса
  - Бригада Персифора Смита[англ.]
    - 1-й артиллерийский полк (пехота)[англ.]
    - 3-й пехотный полк
    - U.S. Конные стрелки
    - Лёгкая батарея капитана Фрэнсиса Тейлора

  - Бригада Беннета Райли
    - 4-й артиллерийский полк (пехота)[англ.]
    - 2-й пехотный полк[англ.]
    - 7-й пехотный полк[англ.]
- 3-я дивизия под командованием Гидеона Пиллоу
  - Бригада Джорджа Кадваладера[англ.]
    - Полк вольтижёров[англ.]
    - 14-й пехотный полк[англ.], полковник Милледж Бонэм
    - 11-й пехотный полк[англ.]
    - артиллерийская батарея

  - Бригада Франклина Пирса
    - 9-й пехотный полк[англ.]
    - 12-й пехотный полки[англ.]
    - 15-й пехотный полки[англ.]
- 4-я дивизия под командованием Джона Китмана
  - Бригада Шилдса
    - 2-й Нью-Йоркский добровольческий полк, полковник Уорд Бёрнетт
    - Полк Пальметто[англ.], полковник Пирс Батлер

  - Бригада Сэмюэля Уотсона[англ.]
    - Часть 2-го Пенсильванского добровольческого полка
    - Подразделение морских пехотинцев

### Реакция Санта-Анны

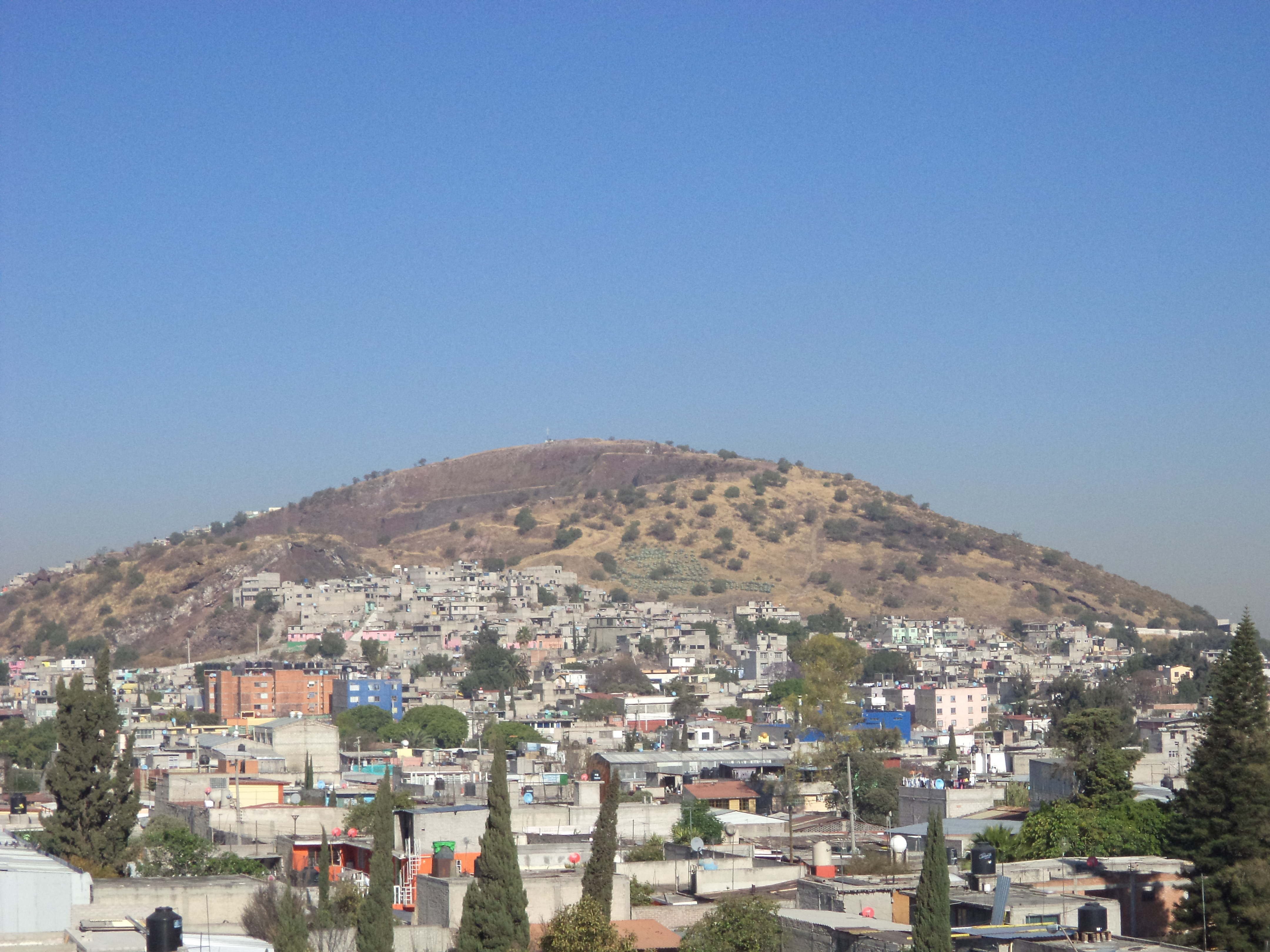
Холм Эль Пеньон в наше время

Пока Скотт стоял в Пуэбле, Санта-Анна готовился к продолжению войны. В Мехико доставлялись орудия, новые пушки отливались из колоколов и старых орудий, или же закупались у частных поставщиков. Новые мушкеты закупались через Гватемалу. Порох производился на фабриках в Гуанахуато и Мехико или закупался в Британском Гондурасе. В Мехико формировалась Восточная армия: она состояла из гарнизона Мехико (2000 регуляров и 8000 Национальной гвардии) и личных отрядов Санта-Анны (500 человек из Керетаро и батальон Святого Патрика). К югу от Мехико стояла Южная армия — 2748 человек. Кроме того, генерал Каналисо командовал отрядом в несколько тысяч человек. Наиболее надёжной считалась Северная армия, которая стояла в Сан-Луис-де-Потоси. В июле Санта-Анна узнал о получении Скоттом подкреплений, поэтому Северную армию также решено было перевести к Мехико: 27 мая эта армия, насчитывавшая 4000 человек и 22 орудия, подошла к столице. Общая численность войск Санта-Анны была никому не известна, но предположительно в его распоряжении было 25 000 или даже 30 000 людей.
План обороны, разработанный Санта-Анной, состоял в том, чтобы укрепить периметр Мехико и по возможности не дать Скотту повредить город артиллерией. В укреплениях предполагалось разместить наименее надёжные части (Национальную гвардию), а регулярные части держать в качестве мобильного резерва. Санта-Анна исходил из того, что без подвоза продовольствия Скотт не сможет долго вести боевые действия, и ему нужна исключительно быстрая и решительная победа. Одновременно кавалерия генерала Альвареса должна была выйти во фланг и тыл американцам, а отряд Каналисо должен был атаковать их с фланга, если они задумают лобовой штурм Мехико. Исходя из этого плана, Санта-Анна бросил все доступные ресурсы на укрепление подступов к Мехико. Сильнее всего была укреплена высота Эль Пеньон в 10 км от Мехико. Вечером 13 августа капитан Ли составил для Скотта описание этого укрепления:

Холм Эль Пеньон имеет примерно 300 футов высоты, у него три плато разной высоты. Он стоит в воде озера Тескоко. Его подножие окружено сухим рвом, а склоны усилены укреплениями от подножия до вершины. На нём установлены 30 орудий, и его обороняют 7000 человек под личным командованием Санта-Анны. Дорога проходит как раз у его подножия; воды озера подходят к обеим сторонам дороги.
Оригинальный текст (англ.)– The hill of El Peñon is about 300 feet high, having three plateaus, of different elevations. It stands in the waters of Lake Tezcuco. Its base is surrounded by a dry trench, and its sides arranged with breastworks from its base to its crest. It was armed with thirty pieces of cannon, and defended by 7000 men under Santa Anna in person. The causeway passed directly by its base; the waters of the lake washing each side of the causeway.
— 

### Наступление на Мехико
6 августа Скотт отдал приказ о наступлении. Утром 7 августа Твиггс построил свою дивизию на главной площади Пуэблы, отдал команду «Вперёд!», и дивизия с барабанным боем и развёрнутыми знамёнами выступила на Мехико. Утром 8 августа начала марш дивизия Китмана (вместе со Скоттом), утром 9 августа — дивизия Уорта, а утром 10 августа — дивизия Пиллоу. Каждая дивизия останавливалась на ночёвку в одном и том же месте: первую ночь в Рио-Прието в 13 км от Пуэблы, вторую в Сан-Мартине примерно в 20 км от Рио-Прието, а третью — в Рио-Фрио. К вечеру 10 августа дивизия Твиггса встала лагерем в Айотла, а остальные дивизии в других местах. Улисс Грант писал в мемуарах, что такая манера передвижения (небольшими отрядами с паузой в день) была свойственна и Скотту, и Тейлору, и тогда казалось, что более крупные подразделения не могут перемещаться иначе, но практика Гражданской войны показала, что армию можно перемещать более крупными частями, и Север не смог бы победить, если бы действовал в стиле Скотта и Тейлора.
Айотла была последним городом на пути к Мехико, и Скотт разместил тут свой штаб. До Мехико оставалось 30 км, но дорога шла болотами между двумя озёрами, минуя высоту Пеньон. Кроме этой дороги, имелась ещё одна, которая вела на север, мимо озера Тескоко к городу Тескоко. Утром 12 августа капитаны Роберт Ли и Джеймс Мэйсон с лейтенантом Исааком Стивенсом отправились изучать Пеньон, а Джон Смит, Пьер де Борегар и Зеалус Тауэр исследовали дорогу на Тескоко. В тот же день Скотт приказал Уорту проверить возможность обхода озера Чалко с юга. По итогам рекогносцировок Скотт решил, что атаковать Пеньон возможно, но нежелательно, и следует обогнуть Чалко с юга. 15 августа он оставил дивизию Твиггса в Айотле, чтобы она угрожала Пеньону, а дивизии Уорта, Пиллоу и Китмана отправил на запад в обход озера. Предполагалось, пройдя 43 км, выйти к городку Сан-Августин на дороге Мехико — Акапулько. Мексиканцы заметили этот манёвр и тоже начали передислокацию.
Дорога к Сан-Августину шла между топкими берегами озера и холмами. Половина пути была пройдена по сухой земле, половина — по труднопроходимой грязи. Однако, несмотря на все трудности, в полдень 17 августа отряд Харди и авангарды Уорта вошли в Сан-Августин. Город оказался никем не защищён, хотя Санта-Анна мог бы оставить там хотя бы несколько орудий и пикет. Заняв город, Скотт 18 августа выслал разведку (Мэйсона, Тауэра, Макклеллана и капитана Сета Торнтона) на север, к городку Сан-Антонио, куда стягивал силы Санта-Анна. Во время этой рекогносцировки первым же орудийным выстрелом был убит (прямым попаданием ядра в грудь) капитан Сет Торнтон, тот самый офицер, с нападения на которого (так. наз. «Дело Торнтона») началась Мексиканская война.
Разведка выявила, что городок сильно укреплён и что там имеется как минимум одно 24-фунтовое орудие. Уорт решил, что фронтальная атака этих укреплений будет слишком рискованной. Разведка узнала про тропу, которая ведёт через лавовые поля в обход позиций у Сан-Антонио, но эта тропа, проходимая для пехоты, была непроходима для артиллерии. Скотт, у которого осталось запасов продовольствия на 4 дня, оказался в трудном положении, но вскоре поступила дополнительная информация от инженеров Ли и де Борегара: они выявили, что тропа через лавовые поля может быть улучшена и сделана проходимой для артиллерии, и по ней можно атаковать мексиканские силы у села Падиерна, а оттуда по хорошей дороге выйти во фланг позиций Сан-Антонио.
Между тем Санта-Анна и вся армия были сильно разочарованы тем, что сражение у Пеньона, на укрепление которого было потрачено столько времени, и на который возлагались большие надежды, так и не состоялось. Тем не менее мексиканская армия сменила позиции для отражения наступления с юга. Отряд генерала Гарсия занял Мексикальсинго и стал левым флангом новой позиции. Генерал Валенсия занял Сан-Анхель и стал правым флангом. Генерал Франсиско Перес встал в Койоакане, а генерал Анайя в Чурубуско. Укреплённый Сан-Антонио стал передовой позицией. Генерал Валенсия прибыл на позицию 17 августа и лично провёл рекогносцировку в направлении Падиерны.

### Сражение при Контрерас

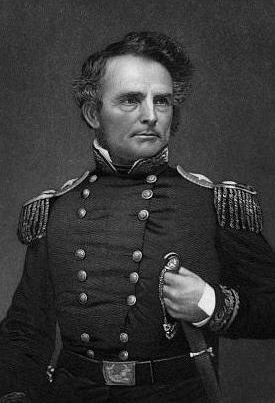
Генерал Гидеон Пиллоу в годы Мексиканской войны

Утром 19 августа дивизия Китмана осталась в Сан-Августине, дивизия Уорта продолжила исследовать местность в направлении Сан-Антонио, а отряду инженеров Скотт приказал проложить дорогу через лавовые поля к Падиерне. Дивизия Пиллоу выделила строителей, а Твиггсу было поручено устранять препятствия со стороны мексиканской армии. К 13:00 примерно 3 км тропы были построены, и армия вышла на позицию, откуда был виден отряд Валенсии у Падиерны. Пиллоу приказал батарее Магрудера выдвинуться вперёд и вступить в перестрелку с противником: Магрудер начал дуэль на дистанции около 900 м, открыв огонь по орудиям противника, которых было около 20 стволов. Выделив часть сил для фронтальной атаки, Пиллоу приказал бригаде Райли обойти мексиканские позиции справа. Однако расчёт Пиллоу не оправдался: мексиканские орудия подавить не удалось, его собственные орудия понесли потери, из-за чего фронтальная атака потеряла шансы на успех, а бригада Райли сама оказалась в опасном положении в тылу противника. Тогда Пиллоу отправил на помощь Райли бригаду Кадвалладера, и генерал Смит по личной инициативе отправился в том же направлении. Примерно в 15:30 сам генерал Скотт появился на позициях и принял командование боем. К закату бригады Смита и Райли заняли селение Сан-Херонимо, но приостановили наступление ввиду темноты.
Бригады Райли и Смита и подошедшая в полночь бригада Шилдса провели ночь в Сан-Херонимо под дождём, между позициями Валенсии на западе и подкреплениями от Санта-Анны, подходящими с востока. «В таком положении солдаты часами слушали музыку и крики в лагере врага и со своей стороны могли только размышлять о бесплодных достижениях этого дня и о будущих перспективах. Без кавалерии, без единой пушки, без запасов провизии и боеприпасов, они чувствовали, что силами 4200 человек им придётся встретиться с 25 тысячами мексиканцев и неизвестным количеством орудий. Однако они верили в генерала Смита». Смит решил с утра подойти к позиции Валенсии и атаковать штыками. У Смита не было ни единого кавалериста для связи с основной армией, но в полночь прибыл капитан Роберт Ли, который сразу был отправлен обратно через лавовые поля в штаб Скотта, чтобы согласовать одновременную атаку с фронта. 20 августа в 3:00 бригады Райли и Смита вышли из лагеря, оставив бригаду Шилдса в Сен-Херонимо изображать присутствие всей армии. В 6:00 Смит дал команду к атаке, и бригада Райли (1300 человек) бросилась на штурм. Мексиканская армия сделала всего несколько выстрелов и обратилась в бегство. Весь штурм длился около 17 минут. В бою погибло около 700 мексиканцев, 800 попало в плен (среди них 88 офицеров и 4 генерала), было захвачено два орудия, которые были потеряны американской армией при Буэна-Висте.
В то утро Санта-Анна вывел из города резервную бригаду генерала Хоакина Рангеля (7000 чел.) и повёл её на помощь Валенсии. Однако по пути он встретил бегущих солдат, от которых узнал, что бой проигран. Он вернулся в Сан-Анхель, откуда отправил Рангеля оборонять юго-западный сектор Мехико, приказал эвакуировать отряд Николаса Браво в Сан-Антонио и отряд Антонио Гаона в Мексикальсинго и сам отправился в Чурубуско.
Скотт же с утра отправился через лавовое поле к Падиерне, узнал по пути об исходе боя, нагнал в Сан-Анхеле дивизии Пиллоу и Твиггса и принял командование. Дорога на Мехико через Такубайю была открыта, но надо было сначала соединиться с дивизиями Китмана и Уорта. Поэтому Скотт отправился к Койоакану и отправил капитана Ли на разведку. Между тем Уорт не стал ждать приказов и в 11:00 отправил бригаду Кларка в обход мексиканских позиций у Сан-Антонио слева. Мексиканцы заметили этот манёвр, и в то же время пришёл приказ Санта-Анны об эвакуации, и они начали отход, но стоявшие там «полькос» — батальоны «Идальго» и «Виктория» — не были обучены правильному отступлению, поэтому Кларк атаковал их колонну и легко разбил её. Передовая часть бежала в Чурубуско, а остальные рассеялись по местности. Это паническое отступление наблюдал Исаак Стивенс, который поднялся на башню церкви в Койоакане для изучения местности. На основании своих наблюдений он отправил Скотту донесение, которое потом признал поспешным: о том, что гарнизон Сан-Антонио можно легко перехватить. На основании этого донесения Скотт приказал Уорту атаковать монастырь Чурубуско, хотя в его первоначальных планах это не значилось.

### Сражение при Чурубуско
Наскоро проведённая разведка показала следующее: впереди протекает река Чурубуско, более напоминающая канал. Там, где её пересекает дорога на Акапулько, имеется мост, укреплённый предмостовым укреплением (tête du pont). В 400 м на юго-запад находился монастырь, который перекрывал дорогу Койоакан — Чурубуско. Он был превращён в форт с артиллерией и сильным гарнизоном. Так как ситуация требовала незамедлительного наступления, а задача казалась легко выполнимой, то и разведка началась практически одновременно с наступлением на монастырь. Наступая наугад, полк конных стрелков вступил в перестрелку с противником, затем в бой втянулся 1-й артиллерийский, а затем и вся остальная бригада Персифора Смита. Мексиканцы берегли порох, поэтому их артиллерия открыла огонь только тогда, когда противник приблизился на расстояния мушкетного выстрела. Первая атака была отбита, после чего Райли повёл в наступление 2-й и 7-й пехотные полки, а рядом развернулась батарея Тейлора. За час или полтора Тейлор заставил противника отступить от стен и с крыши храма, но потерял 24 человека и 14 лошадей. Батарею пришлось отвести.

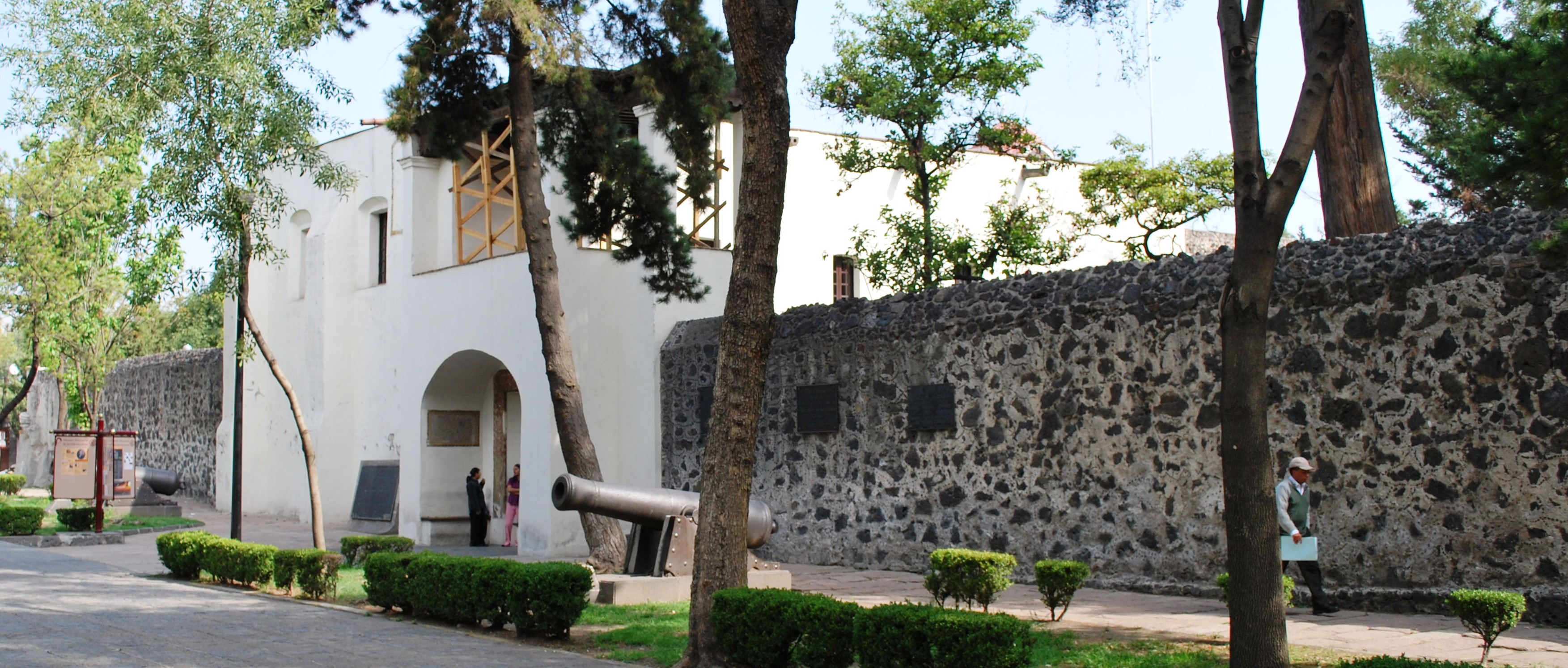
Южная стена и ворота монастыря Чурубуско

Одновременно с наступлением бригады Смита дивизия Уорта начала наступать с юга на предмостовое укрепление. Уорт послал вперёд в наступление 5-й и 8-й пехотные полки, не успев изучить укрепление и не выдав подчинённым конкретных указаний. В распоряжении Уорта была лучшая часть армии, но и она дважды отступала, когда попадала под плотный огонь с укрепления. Солдаты полагали, что просто преследуют бегущего противника, и не были готовы к такого рода препятствиям. Артиллерии также не нашлось места нигде, кроме как на дороге, где она была в невыгодном положении. Между тем, помимо этих двух боёв, которые Скотт не планировал, начинался ещё и третий. Ещё тогда, когда Скотт приказал Твиггсу атаковать Чурубуско, он приказал также Пирсу и Шилдсу идти на север от Койоакана, перейти реку Чурубуско и выйти в тыл Санта-Анне, чтобы прикрыть левый фланг армии и отрезать противнику пути отступления. Капитану Ли было поручено вести эту колонну. Наступая через кукурузу и болота, Шилдс вышел на акапулькскую дорогу у ранчо Лос-Порталес. Санта-Анна контратаковал его отрядом численностью примерно в 2200 человек. Последующие события трудно реконструировать, поскольку офицеры в рапортах старались умолчать о неприятных им фактах. Вероятно, Шилдс и Пирс не смогли справиться с ситуацией, и их части потеряли строй и оказались в тяжёлом положении. Однако манёвр Шилдса всё же заставил мексиканцев нервничать, а контратака Санта-Анны ослабила позиции у моста. Дивизия Уорта снова пошла в атаку, перешла реку и вышла во фланг мексиканцам, у которых уже заканчивались боеприпасы. 8-й пехотный полк пошёл на штурм предмостового укрепления и захватил его. Монастырь ещё держался, но его огонь ослаб, и 3-й пехотный полк отбросил мексиканцев (и батальон Святого Патрика) от валов к зданию монастыря. Однако, так как общее сопротивление уже прекратилось, защитники монастыря сдались.
Увидев отступление противника, Шилдс снова поднял в атаку свою бригаду. В бой пошёл Полк Пальметто из Южной Каролины и часть 2-го Нью-Йоркского полка. Полки снова стали нести тяжёлые потери, были убиты полковники Батлер и Бёрнетт. Однако в итоге мексиканцев удалось сломить и в плен попало около 400 человек. Подошла дивизия Уорта, и мексиканцев преследовали ещё около трёх километров. Затем Скотт приказал остановить наступление, но кавалерии Харни было разрешено продолжать. Во главе четырёх драгунских рот Харни преследовал мексиканцев, пока не встретил артиллерийскую батарею. Рота «F» капитана Филипа Карни атаковала батарею и захватила её, но при этом Карни был ранен шрапнелью и потерял руку. Командование ротой принял Ричард Юэлл. За эту атаку Карни получил временное звание майора, а Юэлл — временное звание капитана.
Санта-Анна потерял треть своей армии, и 30 августа его Восточная армия насчитывала 11 381 человека. Согласно отчёту Скотта, противник потерял 4297 человек убитыми и ранеными и 2637 пленными, в том числе 8 генералов. Из 8497 человек, участвовавших в сражениях при Контрерас и Чурубуско, было потеряно 14 офицеров и 119 рядовых.

### Перемирие
Когда сражение прекратилось, армия Скотта осталась на ночь на позициях около Чурубуско. Бригада Шилдса ночевала в Лос-Порталес, дивизия Уорта в Чурубуско, часть дивизии Пиллоу в Сан-Антонио, часть дивизии Твиггса ушла в Койоакан, а часть осталась в поле. Дорога на Мехико была открыта, но Скотт решил не продолжать наступления. С самого начала кампании он рассчитывал приблизиться к столице, по возможности разбить мексиканскую армию в поле и тем самым принудить мексиканское правительство к заключению мира. Он надеялся, что правительство поймёт безнадёжность сопротивления и ради спасения города пойдёт на переговоры. Штурм Мехико представлялся ему опасным: город имел серьёзные укрепления, а у Санта-Анны могло быть ещё около 20 000 человек. Кроме того, Скотту нужно было время, чтобы разобраться с ранеными, пленными, обозами и т. д. Армия не ела уже целый день, а некоторые части ещё дольше. Скотт опасался, что в случае неудачи армия будет голодать, а в случае успеха и взятия Мехико голодная армия может нанести городу нежелательный ущерб.
В то же время мексиканское правительство не желало идти на переговоры в данных обстоятельствах. Ему внушало надежды также и европейское общественное мнение. Британские газеты писали, что США не смогут долго содержать армию, что Америка устала от войны и нуждается в мире больше, чем Мексика, что американская армия не сможет развить успех и, вероятно, прибегнет к посредничеству Англии. Американские газеты писали, что если Мексика продержится ещё немного, то сможет заключить выгодный мир. New York Express отмечала, что никогда ещё нация, столь же многочисленная, как мексиканская, не бывала завоёвана, а National Intelligencer писала, что американская казна скоро опустеет. Категорически против войны была и партия вигов; сенатор Даниел Уэбстер прямо угрожал президенту импичментом. Антивоенные настроения в самой Америке делали саму идею переговоров унизительной для мексиканцев. Ходили слухи, что скоро виги победят и изменят американскую политику в выгодную для Мексики сторону.

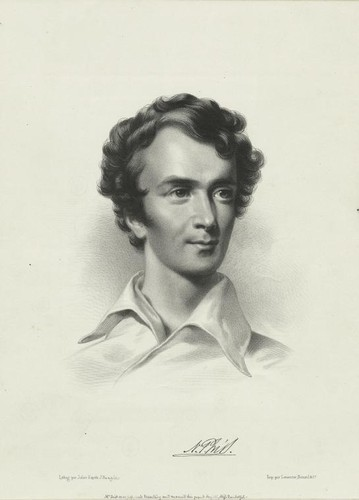
Трист около 1850 года

Чтобы склонить Мексику к миру, вашингтонская администрация отправила в Мексику дипломата Николаса Триста, опытного дипломата, владеющего испанским языком, некогда друга Джефферсона и Джексона. Но, по замечанию историка Джастина Смита, Трист хоть и общался со знаменитыми политиками, но сам не имел талантов в этой области и, кроме того, недолюбливал Скотта, как и вся столичная администрация. Трист прибыл в Веракрус 6 мая со всем необходимым количеством документов.
Между тем Санта-Анна пытался восстановить порядок в разбитой армии. Понимая, что он не сможет отразить штурм Мехико, он решил пойти на переговоры и отправил генерала Мора-и-Вильямиля на встречу со Скоттом в Койоакан. Его условия оказались неприемлемы, но Скотт согласился на небольшое перемирие. Пользуясь моментом, Санта-Анна вступил в переговоры с Тристом. В разговоре с испанским консулом он признавался, что готов уступить Техас и Верхнюю Калифорнию как территории, уже безвозвратно потерянные, а пространство между Рио-Гранде и рекой Нуэсес — Полосу Нуэсес — он готов сделать нейтральным под гарантию европейских стран. Для переговоров с американцами Санта-Анна собрал комиссию из экс-президента Эрреры, генерала Мора-и-Вильямиля и Мигеля Атристайна. Трист сообщил Санта-Анне, что США согласны только на границу по Рио-Гранде и требуют также уступки Нью-Мексико, и также конфиденциально уведомил его, что готов выплатить большую сумму за содействие. Переговоры с Тристом шли 1 и 2 сентября. Сторонам не удалось прийти к согласию, и в то же время в Мексике росли оппозиционные настроения: противники Санта-Анны опасались, что американские деньги помогут ему укрепить своё авторитарное правление. В итоге даже противники войны были против того, чтобы её прекращал Санта-Анна.
Без поддержки со стороны правительства у Санта-Анны оставался один выход: объявить себя диктатором и ратифицировать мирный договор лично, но он чувствовал, что армия не поддержит его в данном конкретном случае. Оставалась надежда, что Скотт понёс серьёзные потери и пошёл на переговоры от безнадёжности, и что ещё одно сражение может изменить ситуацию, и в любом случае американцы едва ли потребуют больше, чем требуют сейчас, поэтому имело смысл предпринять ещё несколько попыток, которые всё равно не ухудшат ситуацию. Почувствовав неуступчивость Триста, Санта-Анна на публике стал вести себя как сторонник войны и отрицать всякие обвинения в ведении переговоров. Он стал готовить армию к бою и совершенствовать укрепления замка Чапультепек. Скотт узнал об этом от своих агентов и 2 сентября перестал надеяться на удачный исход переговоров. 6 сентября переговоры были окончательно прерваны.

### Сражение при Молино-дель-Рей

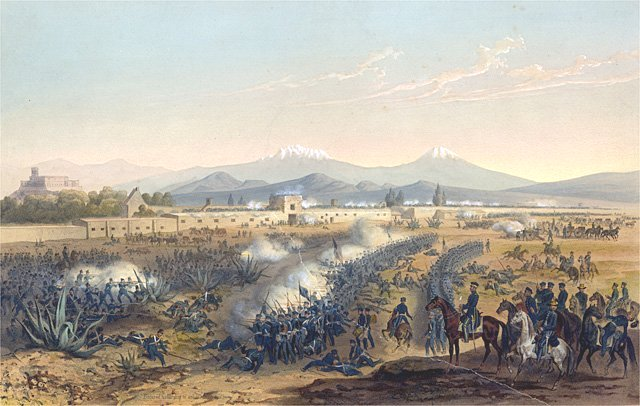
Сражение при Молино-дель-Рей, литография по рисунку Карла Небеля

Предполагая, что 7 сентября Скотт атакует замок Чапультепек, Санта-Анна ещё 6 сентября разместил свои основные силы на подступах к замку, у строений, известных как Молино-дель-Рей («Королевские мельницы»). Это была группа мельниц и литейных мастерских, вытянутая примерно на 300 м, которую усилили мешками с песком. В километре на северо-запад находилось каменное здание бывшего порохового склада, известное как Каса-Мата, усиленное небольшим рвом и неоконченным земляным валом. 7 сентября Санта-Анна лично принял командование в Молино-дель-Рей и сам разместил войска на позиции: бригады Антонио де Леона (батальоны Либерти, Юнион, Керетаро и Минья) и Рангеля заняли мельницы, а бригада Переса (4-й и 11-й линейные батальоны) встала в Каса-Мата. Между ними встала бригада Симеона Рамиреса. С фронта были развёрнуты четыре орудия, а неподалёку, у асьенды Моралес, встали 3—4 тысячи кавалеристов, дивизии Альвареса и Мануэля Андраде. Были предприняты некоторые меры к тому, чтобы вооружить население Мехико и поднять его на войну против американцев.
До Скотта в это время дошли слухи, что в Молино-дель-Рей отливаются орудия для обороны города, а в Каса-Мата хранятся значительные запасы пороха, поэтому он приказал Уорту совершить ночной рейд на мастерские. Уорт, однако, настоял на дневной атаке. Разведка инженеров Джеймса Мэйсона и Джона Фостера не выявила ничего опасного, и сам Скотт, изучив поле предстоящего боя, не заметил там ничего подозрительного. На рассвете 8 сентября американские части вышли на позицию. Для атаки был выделен сборный отряд из 500 человек под командованием майора Джорджа Райта. Батальон подполковника Чарльза Смита должен был его поддержать. На левом фланге встали орудия Дункана, нацеленные на Каса-Мата. Всего с учётом кавалерии было собрано 3447 человек. Артиллерия Хьюджера открыла огонь по мексиканским позициям, но инженеры решили, что мексиканцы оставили Молино-дель-Рей, и дали команду на наступление. Атакующая колонна сразу попала под плотный артиллерийский огонь, который вывел из строя Мэйсона, Фостера и самого майора Райта. Батальон бросился к мексиканским орудиям и захватил их, но его положение было трудным. Полковник Эчеагарай повёл пехоту в контратаку со стороны Чапультепека и отбросил американцев. Однако на помощь Райту подошёл батальон Смита, на мексиканской стороне в это время был убит генерал Леон, а Рамирес начал отступать. Резервы так и не подошли, и вскоре вся мексиканская армия стала отходить. Гарнизон Каса-Мата ещё держался, и Уорт приказал взять его штурмом. Бригада Кларка (которой в этот день командовал полковник Джеймс Макинтош) пошла в атаку, но понесла серьёзные потери. Кавалерия Альвареса атаковала её с фланга, кавалерия Эдвина Самнера (в основном 6 рот 2-го драгунского полка) бросилась на перехват, но сразу потеряла 44 человек и 44 лошади. Однако и Альварес попал под огонь орудий Хейса и Ханта и стал отступать, и в 7:00 сражение закончилось.
Тяжёлый бой у Молино-дель-Рей поверг всю армию в уныние, — писал в мемуарах Майн Рид, — ничего не было достигнуто. Победители отступили на прежние позиции, а побеждённые заняли ещё более сильный фронт, празднуя победу. Мексиканский командир объявил, что атака была нацелена на Чапультепек и провалилась. Это внушило мексиканцам уверенность в своих силах; мы же, со своей стороны, назвали это победой. Ещё одна такая победа, и американская армия навсегда останется в долине Мехико.
В Молино-дель-Рей не удалось найти ничего ценного, а как стратегический объект оно в тот момент не рассматривалось. Было убито около 2000 мексиканцев и 700 попало в плен, но и армия Скотта понесла потери: 124 человека было убито и 582 ранено. Было потеряно много офицеров. Вера в Скотта и Уорта пошатнулась после этого их очевидного просчёта. Это сражение, как и проблемное сражение при Чурубуско, заставило Скотта действовать осторожнее. Он подозревал, что сможет взять Мехико прямой атакой с юга, но его беспокоили отдельные части мексиканской армии у него в тылу.

### Сражение при Чапультепеке

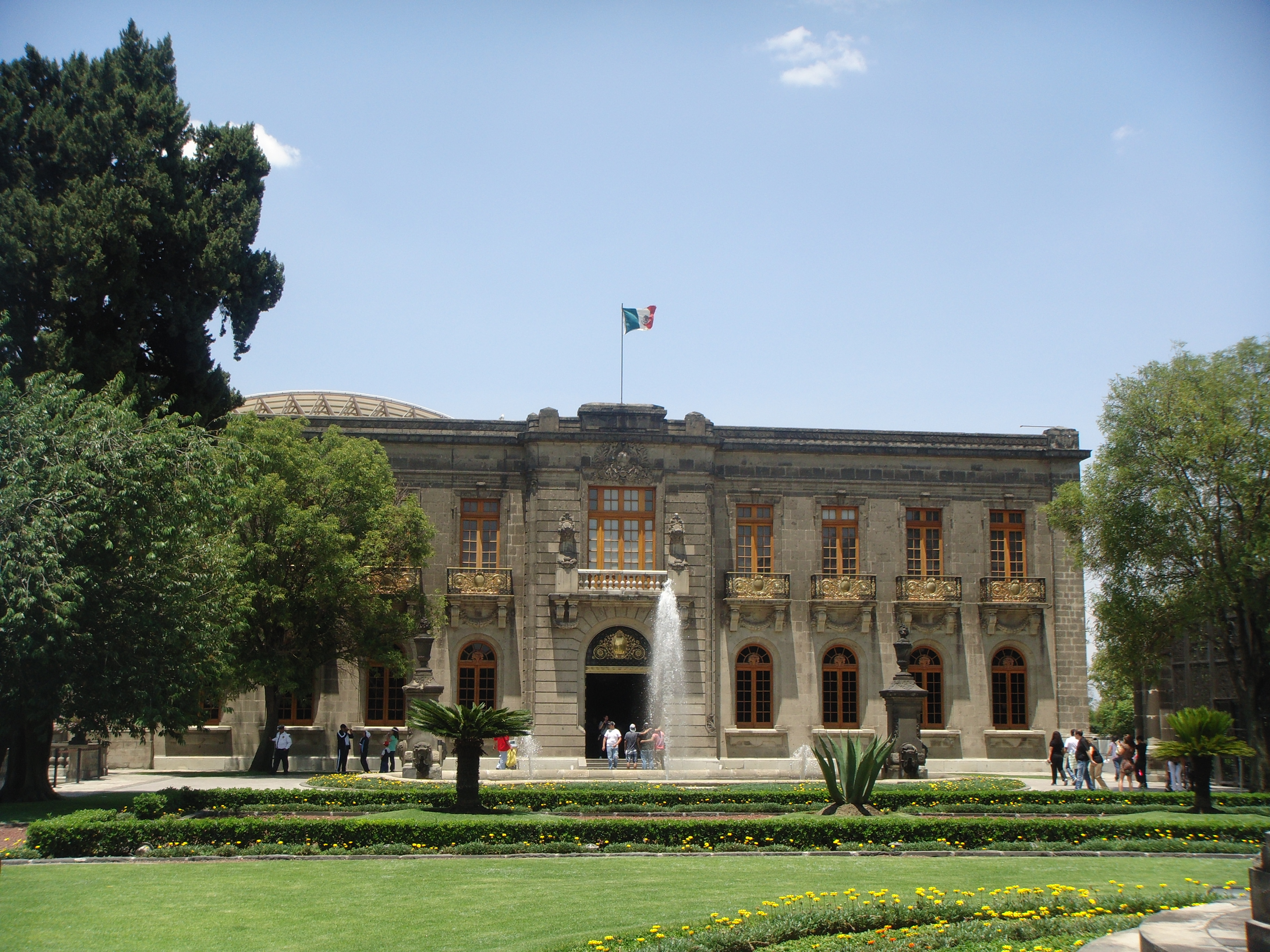
Западная стена кадетского училища в замке Чапультепек

Ещё 6 сентября инженеры Скотта, Ли, де Борегар и Тауэр, занялись разведкой южных подступов к Мехико. Они продолжили её 7 и 8 сентября, а 9 сентября Скотт лично провёл рекогносцировку и убедился, что мексиканцы тщательно укрепляют это направление. 10 и 11 сентября инженеры продолжили разведку, и в итоге Роберт Ли решил, что нашёл удобное место для артиллерийской батареи, при помощи которой можно атаковать город с юга. В ночь на 12-е Скотт собрал военный совет в храме селения Пьедад. Он сказал, что после всех понесённых потерь необходимо нанести решительный удар с минимальными потерями. Он сам полагал, что бомбардировка замка Чапультепек приведёт к его эвакуации и позволит легко его взять. Все инженеры, кроме де Борегара, высказались против этого плана и за то, чтобы атаковать с юга. Все генералы, кроме Твиггса, присоединились к этому мнению. Де Борегар объяснил свою точку зрения и склонил на свою сторону генерала Пирса. Тогда Скотт принял решение атаковать Чапультепек и на этом закрыл совет.
Роберту Ли было приказано незамедлительно начать строительство четырёх батарей для бомбардировки Чапультепека. Артиллеристы быстро выбрали позиции, которые Ли утвердил. Батарея № 1 была построена на дороге из Такубайи к Чапультепеку. Батарея № 2 была построена Хьюджером к северо-западу от Такубайи. Батареи № 3 и № 4 были нацелены на западную сторону Чапультепека. Строительство батареи № 1 было поручено Тауэру и Смиту, и уже в 7 утра 12 сентября они установили там две 16-фунтовые и две 8-дюймовые гаубицы. С утра батарея открыла огонь, и вскоре к ней присоединилась батарея № 2 (одна 24-фунтовая и одна 8-дюймовая гаубицы). Батареи № 3 и № 4 требовали больше труда; Ли сам руководил их постройкой при содействии лейтенанта Маклеллана и ввёл орудия в дело только днём 12 сентября.

Штурм Чапультепека

В это время Санта-Анна укреплял все подступы к Мехико, но он не знал, где противник нанесёт основной удар, поэтому раздробил армию на отдельные подразделения и разбросал её по всему фронту, точно так же распределив и орудия. 11 сентября он заметил выдвижение американской армии к южным воротам, поверил в угрозу с этой стороны и снял часть людей и орудий с замка Чапультепек и Западных ворот (ворот Белен). 12 сентября, после начала бомбардировки, он понял, что противник атакует Чапультепек, и отправил туда лучших инженеров, но было уже поздно. Два самых лучших орудия уже вышли из строя, здание сильно пострадало, а гарнизон понёс ощутимые потери. К вечеру генерал Браво донёс о том, что гарнизон нуждается в замене свежими частями, но Санта-Анна отказал, пообещав прислать подкрепления непосредственно в ходе штурма. Однако гарнизон не покинул замок, как рассчитывал Хьюджер, и Скотт понял, что штурм неизбежен. Он думал начать его вечером, но всё же перенёс начало на утро. Дивизия Китмана должна была наступать со стороны Такубайи, а дивизия Пиллоу — со стороны Молино-дель-Рей.
13 сентября в 5:30 орудия открыли огонь по замку; в 8:00 они сделали паузу, которая была сигналом к атаке, а затем открыли огонь снова. 11-й и 14-й пехотные полки при поддержке двух орудий лейтенанта Томаса Джексона выдвинулись к северной стороне замка, чтобы отрезать мексиканцам пути переброски подкреплений. Полковник Джозеф Джонстон повёл 4 роты вольтижёров по западному склону чапультепекского холма и занял несколько реданов и земляных укреплений. Часть внешних редутов была обстреляна гаубицами Джессе Рено. Другие 4 роты вольтижёров пошли в наступление через кипарисовую рощу. За ними шли 9-й и 15-й пехотные полки. Санта-Анна всё ещё не был уверен, что это главная атака, и сосредотачивал силы в основном против дивизии Китмана.
Между тем полковник Рэнсом повёл на штурм замка свой 9-й пехотный полк, но в первые же минуты был убит мушкетной пулей. Полк подошёл к самым стенам замка, но тут обнаружилось, что штурмовые лестницы по какой-то причине отсутствуют. Атакующие залегли за скалами на склоне холма и вступили в перестрелку с противником. Чтобы помочь штурмующей колонне, генерал Китман атаковал Чапультепек с юга. Лейтенант Томас Майн Рид лично повёл две роты 2-го Нью-Йоркского полка на штурм, был ранен, но роты продолжили атаку.

На половине пути через открытое пространство я увидел парапет, на котором толпились мексиканские артиллеристы в темно-синей форме с малиновым кантом, и все с мушкетами в руках, и все целились, как мне казалось, прямо в меня. Я носил малиновый шёлковый кушак и наверняка казался им как минимум генералом. Залп прозвучал как один звук, и я спасся только тем, что бросился ничком на землю, и мне задело только пальцы на руке, а другая пуля прошла сквозь одежду. Я снова вскочил на ноги и бросился к стене, но тут пуля из escopette попала мне в бедро, и я упал в ров.
Одновременно пришла помощь от дивизии Уорта, которая стояла во второй линии за дивизией Пиллоу. Пиллоу запросил помощи через адъютанта Рафаэля Семмса, и Уорт послал в бой бригаду Кларка. Адъютант 8-го пехотного полка, лейтенант Джеймс Лонгстрит вёл полк со знаменем в руке и был тяжело ранен. Знамя принял лейтенант Джордж Пикетт. Полки Пиллоу. Уорта и Китмана сильно перемешались, но подоспели лестницы, и стены были взяты. Внутри замка сопротивление было незначительным. Примерно в 9:30 генерал Браво сдался лейтенанту Чарльзу Брауэру из Нью-йоркского полка. Генерал Кадвалладер писал в рапорте, что мексиканский флаг был снят с башни замка майором 9-го пехотного полка Томасом Сеймуром. По другим данным, мексиканский флаг снял Джордж Пикетт и поднял на его месте знамя 8-го пехотного полка и флаг США. Вероятно, Пикетт в данном случае выполнял приказ Сеймура.

### Штурм Мехико

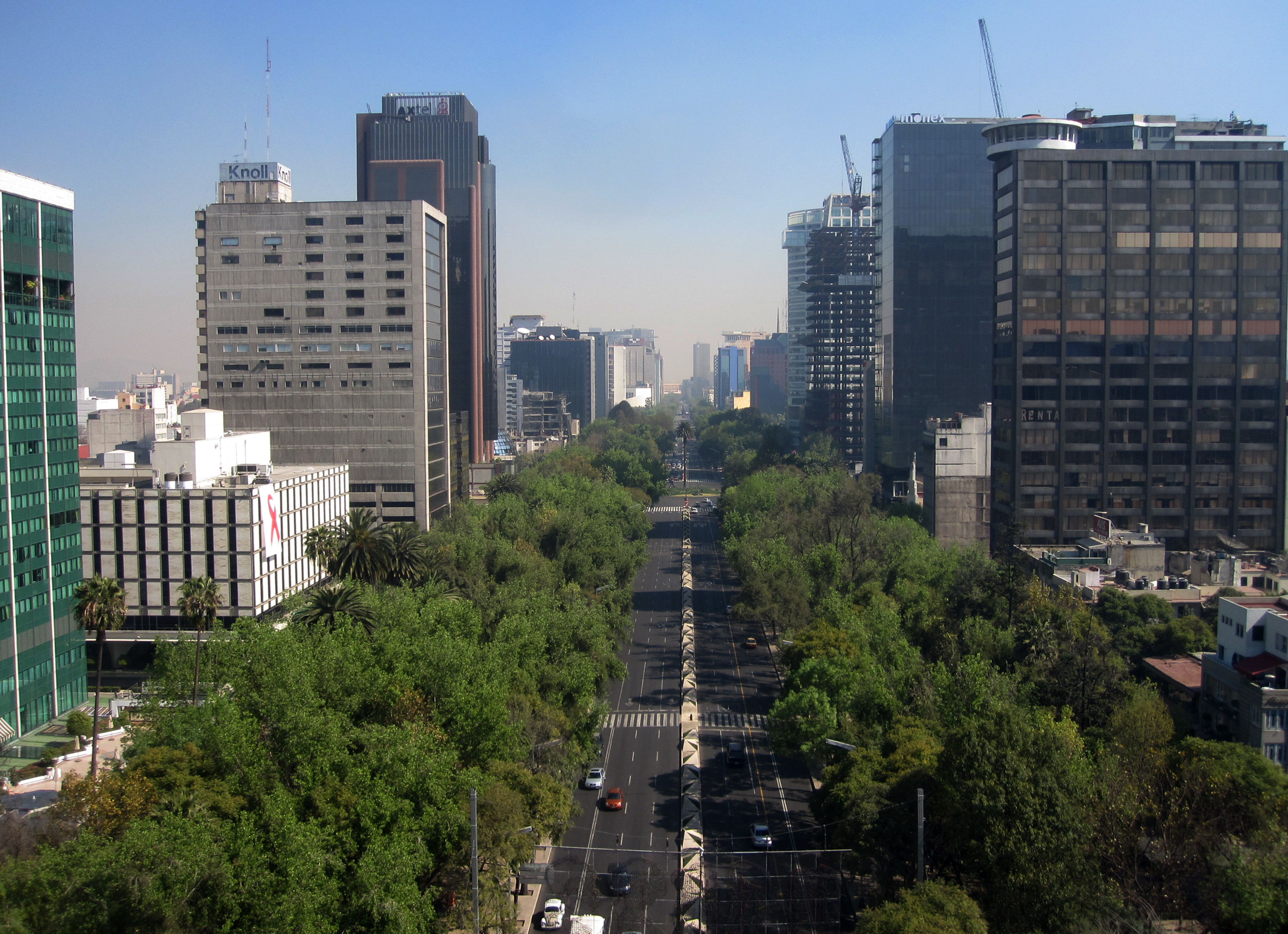
Пасео-де-ла-Реформа в наше время (2010)

Заняв Чапультепек, американцы сразу стали готовиться к продолжению наступления. Генералы имели право действовать по своему усмотрению, и Китман решил выжать из этого все возможности (по выражению историка Смита). Изучив направление на ворота Белен, он увидел широкую дорогу, по центру которой проходил каменный акведук высотой около 5 м — современный проспект Пасео-де-ла-Реформа. Китман взял все полки Пиллоу, кроме 15-го пехотного (оставленного в Чапультепеке), и двинул их вперёд по дороге с полком конных стрелков в авангарде. Через 2 км дорогу им преградил земляной редан с двумя орудиями. Полк конных стрелков, прячась за арки акведука, подошёл к редану и взял его штурмом, после чего продолжил марш к воротам Белен (у этого редана был ранен первый лейтенант Фицджон Портер). Физически этих ворот не существовало, имелся ров с земляным валом по одну сторону дороги и зигзагообразный редут с другой стороны. Примерно в 300 м к северу от дороги находилось укрепление с каменными стенами и рвами, известная как Цитадель. Обороной ворот командовал испанец, генерал Андреас Террес, в распоряжении которого было 180 человек.
Отряд Китмана попал под сильный обстрел, но американцы развернули две гаубицы, и защитники ворот, часть которых участвовала в обороне Чапультепека и была деморализована неудачей, отступили. Генерал Террес отвёл свой отряд в цитадель. «Ровно в 13:20 высокий стройный человек с короткими, жёсткими, сероватыми волосами стоял на парапете, курил сигару и размахивал красным шарфом, привязанным к винтовке. Это был Китман, хладнокровный, но ликующий; и через мгновение над воротами города развевалось знамя полка Пальметто и зелёное знамя Полка конных стрелков, с его сверкающим золотым орлом». Однако вскоре Санта-Анна подтянул дополнительные силы и заставил Китмана занять позицию у ворот. Мексиканцы атаковали ворота несколько раз подряд, а у отряда Китмана уже заканчивались боеприпасы. В это время отряд полковника Трусдейла с орудиями Джексона приблизился к северо-западным воротам (воротам Косме). Чтобы отвлечь противника, Скотт послал Трусдейлу на помощь дивизию Уорта, и около 16:00 последний был уже в километре от ворот. Ворота обороняли отряды генералов Пенья-Баррагана и Рангеля, но лейтенант Грант нашёл позицию для горной гаубицы, а лейтенант Сэмс аналогичную с другого фланга, и обстрел этими орудиями заставил мексиканцев отступить от ворот, а сам генерал Рангель был ранен. В 18:00 Уорт вошёл в Мехико.

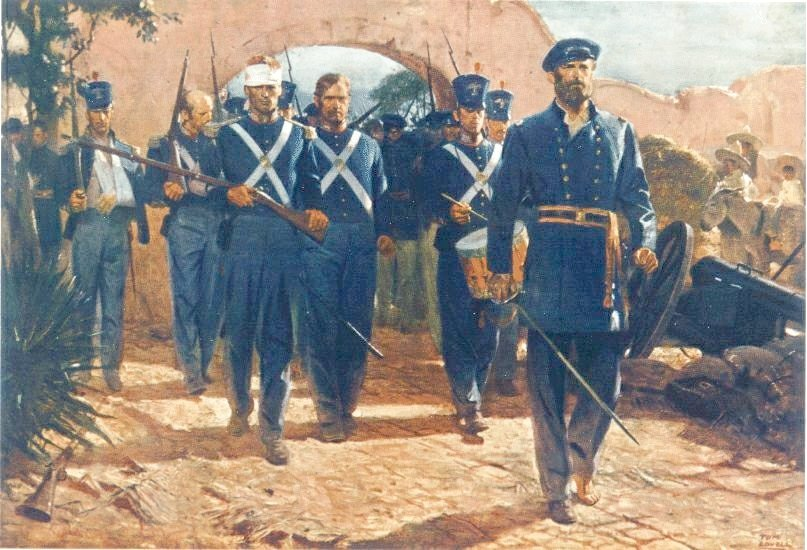
Китман с отрядом морских пехотинцев входит в Мехико (рисунок 1944 года)

К ночи Скотт был в сложном положении: его противник имел ещё значительные силы, а армия Скотта была сильно разбросана. Однако вечером Санта-Анна собрал военный совет, обсудил ситуацию, где решил не рисковать армией и городом. В час ночи его войска отступили в Гуадалупе-Идальго. Ещё через три часа городской совет встретился в штабе Скотта в Такубайе и предложил свои условия капитуляции. Скотт условия отклонил, но неформально пообещал, что будет хорошо обращаться с побеждёнными. На рассвете к позициям Китмана пришёл парламентёр с белым флагом. Китман вошёл в город с бригадой Смита, вышел к центральной площади, где построил бригаду, а в 7:00 американский флаг был поднят над Национальным дворцом. В то же время Скотт присоединился к дивизии Уорта на площади Аламеда и оттуда выехал на центральную площадь со всем штабом и драгунами Харни. Он проследовал ко дворцу и на его крыльце назначил Китмана губернатором города.
Сражение за Мехико стало последним сражением кампании за долину Мехико.
Уже с утра 14 сентября в Мехико начались уличные беспорядки, которые Скотт был вынужден подавлять при помощи пехоты и артиллерии. К вечеру всё затихло. Санта-Анна отправил на помощь восставшим отряд кавалерии и пехоты, но этот отряд был остановлен артиллерией Дункана. Санта-Анна подошёл к северным воротам города и стал ждать общего восстания в городе. С утра 15 сентября начались отдельные перестрелки в северной части города, но к всеобщему восстанию они не привели, и Санта-Анна повернул обратно. Это лишило жителей столицы всякой надежды, и беспорядки стали затихать. Мексиканцы перешли к нападениям на отдельных американцев, и за последующий месяц жертвами нападений стали несколько сотен человек. Однако к середине октября и эти нападения прекратились. Историк Джастин Смит писал, что после событий 14—15 сентября фактически завершились полевые операции, и война перешла в стадию борьбы с партизанскими отрядами.

## Последствия
В своём последнем рапорте Военному департаменту Скотт отчитался о потерях за период с 19 августа по 14 сентября. По его подсчётам, он потерял 1052 человека при Контрерас и Чурубуско, 789 при Молино-дель-Рей и 862 человека при штурме Мехико и в боях 14 сентября. Всего 2703 человека, из них 383 офицера. Он написал, что его небольшая армия разбила мексиканскую армию численностью 30 тысяч человек, стоящую на сильных позициях, нанесла ей урон в более чем 7000 человек убитыми и ранеными, взяла в плен 3730 человек, в том числе 13 генералов (три из которых были в прошлом президентами), захватила 20 знамён, 75 орудий, 20 тысяч ружей и неопределённое количество боеприпасов. В итоге мексиканская армия в основном распалась, и от неё остался лишь небольшой отряд численностью около 2500 человек без складов и обозов, блуждающий по стране в неопределённом направлении. Президент Санта-Анна собирается подать в отставку, новое правительство окажется без армии и арсеналов, и в этой ситуации оно, вероятно, пойдёт на мирные переговоры, условия которого ему уже известны.
В рапорте Скотт упомянул отличившихся инженеров, начиная с капитана Роберта Ли, особо выделив пять лейтенантов: Борегара, Стивенса, Тауэра, Смита и Макклеллана. Из артиллеристов он выделил Хьюджера и Рено.

### Осада Пуэблы
В окрестностях Пуэблы ещё с лета действовали партизанские отряды генерала Хоакина Реа, который пытался превратить эти отряды в некоторое подобие регулярной армии, но без большого успеха. Как только армия Скотта покинула Пуэблу в августе, эти отряды стали время от времени нападать на город и грабить мексиканцев и иностранцев, а 1 сентября напали и на американцев. Гарнизоном города командовал полковник Чайлдс, в распоряжении которого имелось 2193 человека, но 1800 из них находились в госпитале. Чайлдс мог рассчитывать на 50 кавалеристов, 100 артиллеристов и 250 солдат 1-го Пенсильванского добровольческого полка. Американцы заняли большое здание на востоке города, форт Лорето и монастырь Гуадалупе. 13 сентября нападения партизан стали регулярными, особенно по ночам. В это время Санта-Анна думал бежать в Гватемалу, но сторонники уговорили его попытаться захватить Пуэблу и тем отрезать Скотта в Мехико. Санта-Анна смог собрать примерно 6000 человек при шести орудиях и 21 сентября подошёл к Пуэбле. 23 и 24 сентября мексиканцы неудачно атаковали монастырь Гуадалупе, а 25 сентября Санта-Анна предложил Чайлдсу сдаться.
В то же время в Веракрус прибыл генерал Джозеф Лэйн с отрядом в 3300 человек при семи орудиях. Узнав об осаде Пуэблы, он выступил на помощь городу, но из-за задержек он только 1 октября выступил из Халапы. В тот же день Санта-Анна оставил Реа осаждать Пуэблу, а сам с отрядом в 3500 человек при семи орудиях выступил навстречу Лэйну. 9 октября произошло сражение при Уамантла: передовой отряд Лэйна под командованием капитана Уокера (200 чел.) вступил в селение Уамантла, где был атакован кавалерией Санта-Анны. Уокер погиб в этом бою. Однако вскоре подошла пехота Лэйна и отбросила мексиканскую кавалерию. 13 октября отряд Лэйна вступил в Пуэблу. Партизаны Реа отступили в Атлиско, где скрывалась мексиканская администрация Пуэблы. 18 октября Лэйн привёл к Атлиско отряд в 1500 человек и артиллерийской бомбардировкой принудил город к капитуляции. Неудача при Уамантла окончательно лишила Санта-Анну веры в победу. Он сдал армию генералу Игнасио Рейесу и через несколько месяцев покинул Мексику. С его уходом мексиканская армия практически перестала существовать, и все попытки восстановить её закончились неудачей.

### Скотт против Пиллоу

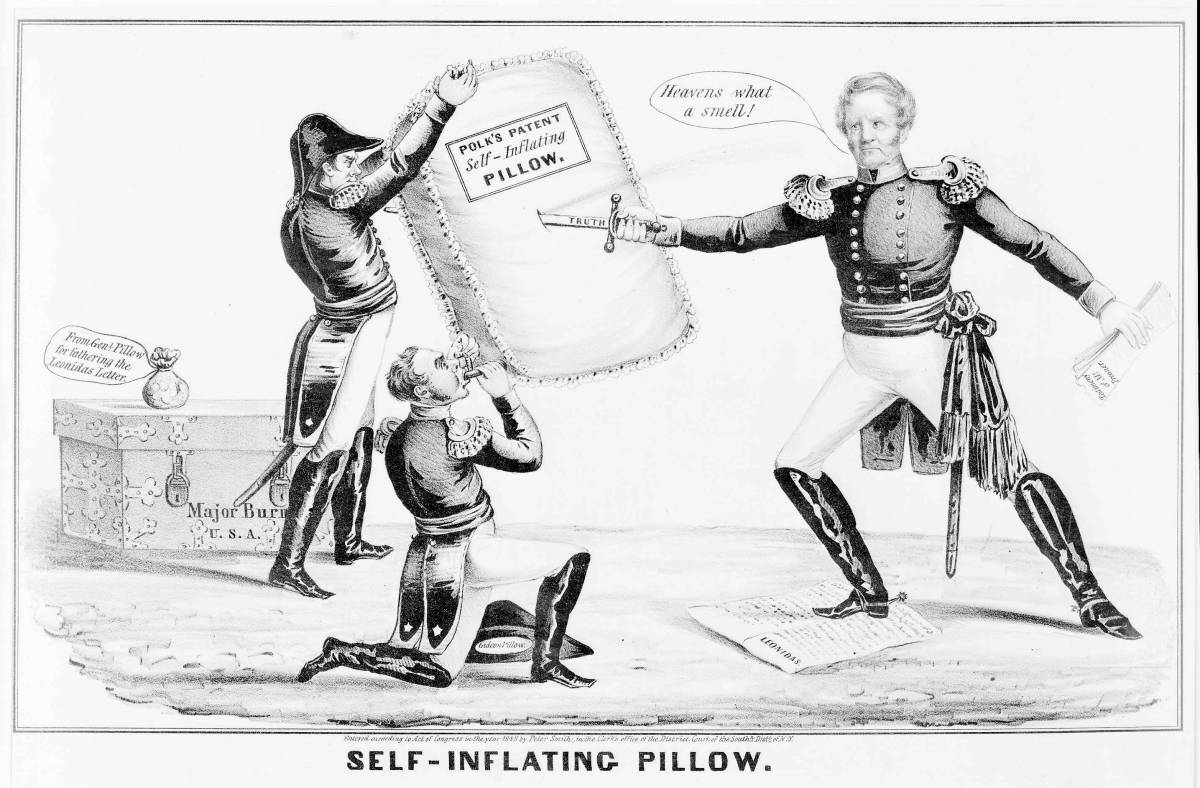
«Самонадувающаяся подушка», карикатура лета 1848 года. Скотт нападает с мечом на Бёрнса, который закрывается подушкой. Под ногой Скотта статья с подписью «Леонидас»

В августе, вскоре после сражений при Контрерас и Чурубуско, генерал Пиллоу вызвал Джеймса Фринера, корреспондента газеты Daily Delta, и вручил ему своё описание сражений, в котором он преувеличивал свою роль и преуменьшал роль других генералов. Фринер бегло изучил документ и потом забыл о нём. Через несколько дней этот текст увидел майор Арчибальд Бёрнс, который на его основе составил своё описание сражений и отправил его прямо главному редактору Daily Delta за подписью «Leonidas». Daily Delta опубликовала его 10 сентября, а 16 сентября его перепечатала Daily Picayune.
В то же время Пиллоу составил свой рапорт для Скотта, который по стилистике был очень похож на текст, показанный Фринеру, и на статью «Леонидаса». 2 октября Скотт обратил внимание Пиллоу на неточности в рапорте и в тактичной формулировке попросил исправить его. Пиллоу ответил письмом 3 октября и уступил почти по всем пунктам. В октябре экземпляры Daily Delta дошли до Мехико и были восприняты в армии скорее иронически. Отношения Скотта с Пиллоу начали портиться. В конце октября Пиллоу написал жалобу на Скотта лично президенту и военному министру. Скотт счёл это нарушением субординации и 22 ноября отправил Пиллоу под арест. Вскоре в печати появилась ещё одна публикация, которая приписывала успех кампании генералу Уорту. Автором оказался подполковник Дункан, шеф артиллерии Уорта. Последовала переписка Скотта и Уорта, после чего Уорт обратился за помощью лично к президенту; кроме того, Скотт арестовал Уорта. 30 декабря президент получил сообщения об аресте Пиллоу, Уорта и Дункана и решил, что причиной был тиранический характер Скотта, и что Скотт не пригоден для командования армией.
13 декабря военный министр Марси издал приказ об отставке Скотта и о назначении на его место генерала Уильяма Батлера. Марси также распорядился снять арест с Пиллоу, Уорта и Дункана и передать дело специальной следственной комиссии. Этот приказ пришёл в Мехико 18 февраля. Эти новости потрясли армию. Все, по словам полковника Хитчкока, понимали несправедливость действий президента. Многие офицеры даже решили подать в отставку. Дэниель Хилл писал, что в отставке Скотта несомненно виноват скандалист Пиллоу, который имеет слишком много влияния на президента.
13 марта 1848 года следственная комиссия по этому делу начала работу в Пуэбле. Уорт сразу снял обвинения против Скотта, а Скотт против Уорта и Дункана. Дело свелось к конфликту Скотта и Пиллоу. Комиссия снова собиралась по этому делу 16 марта в Мехико. Пиллоу обвинялся в основном в нарушении параграфа 292 Основных армейских правил (в публикации статьи за подписью «Leonidas»), в ответ на что Пиллоу обвинил в аналогичном нарушении капитана Ли, письмо которого от 22 августа также попало в газеты. 21 апреля комиссия закрылась и возобновилась снова в Мэриленде.
Улисс Грант писал потом, что эта попытка политического убийства двух успешных генералов (Скотта и Тейлора) сделала обоих кандидатами в президенты. Тейлор был номинирован в 1848 году и победил, а Скотт был номинирован на выборах 1852 года и проиграл, и с ним ушла в небытие партия, которая его выдвинула.
Дуглас Фримен писал, что Роберт Ли наблюдал за конфликтом между Скоттом и Пиллоу, и это сильно повлияло на его мировоззрение. История с Пиллоу научила Ли впоследствии не допускать политиков до важных командных постов в Северовирджинской армии. Именно поведение Пиллоу сформировало у Ли в целом негативное представление о политиках как таковых.

### Оценки
По словам исследователя Джима Вербанета, кампания Скотта стала примером военного профессионализма, результатом обучения, тренировок и тех профессиональных стандартов, которые главнокомандующий внедрял в американской армии. Это была заслуга не только его, но и Дэнниса Мэхена и Сильвануса Тайера. Стоит помнить, что в войне с Англией в 1812 году американское командование страдало некомпетентностью и самоуверенностью с редкими проблесками профессионализма. С тех пор Америка вела лишь спорадические войны с индейцами и одну небольшую войну за Флориду. Мексиканская армия хоть и не была армией европейского уровня, но она была единственным серьёзным противником между 1815 и 1861 годами. В ходе этой кампании американская армия воевала на уровне, далеко превосходящем уровень войны 1812 года.
По мнению Вербанета, в стратегии Скотта прослеживается влияние идей Жомини и Клаузевица. Теории Жомини были широко известны американским офицерам, и сам Скотт считался его последователем, в то время как книга Клаузевица «О войне» была переведена на английский язык только в 1873 году и была почти неизвестна в Америке. Оба теоретика отмечали важность совмещения войны с политикой, и Скотт во время кампании действовал то военными, то политическими средствами. Жомини подчёркивал важность захвата портов противника, и Скотт начал кампанию с захвата Веракруса, и сам десант у порта был выполнен по принципам Жомини. Далее Жомини считал важным правильный выбор маршрута и коммуникаций, но у Скотта была одна единственная дорога на Мехико, поэтому его марш на Пуэблу не следовал из военной теории. В ходе самого наступления Скотт старался вести войну как можно более гуманно, что тоже вписывается в теорию Жомини, который призывал избегать жестокостей на войне. Однако после Пуэблы Скотт действует уже в духе Клаузевица: он стремится разбить противника в решительном сражении, действует силой, а не манёвром. Одним из принципов Клаузевица была концентрация сил, и Скотт придерживался этого принципа всю кампанию. Одновременно он придерживался принципа экономии сил, избегая, по Клаузевицу, применения чрезмерно больших отрядов: он пытался взять Чапультепек одной лишь бомбардировкой, а сам штурм был проведён силами всего нескольких сотен человек. Самым же ярким примером принципа экономии сил стало решение Скотта прервать коммуникации с Веракрусом, бросить все промежуточные посты и собрать всю армию в одно ядро. Столь же «клаузевицким» был принцип единства командования, которому Скотт следовал всю кампанию, вопреки попыткам президента вмешаться в процесс (как в случае с миссией Триста). В будущем в американской военной истории конфликты будут проходить более по Клаузевицу, чем по Жомини, и Гражданская война превратится практически в тотальную войну, чуждую духу Жомини. В этом смысле Мексиканская война не стала в полном смысле слова войной по Клаузевицу, но однозначно стала последней американской войной по Жомини.
Исследователь Дэниел Кэнфилд, анализируя кампанию Скотта на фоне войны в Ираке, считает её хорошим примером грамотного сочетания силы и дипломатии. Кампания Тейлора в Северной Мексике была, для сравнения, успешной в военном смысле и безрезультатной в политическом. Скотт же серией военных успехов привёл войну к политическому завершению. Тогда и сейчас недостаточно просто разбить противника, пишет Кэнфилд, надо уметь и быть готовым к достижению политической, а не только военной цели. В XXI веке, по его словам, одного лишь технического превосходства может быть недостаточно для победы, потребуется умение правильно выстраивать политику на враждебной территории. С этой точки зрения полезно изучать опыт Южной кампании американской Войны за независимость и кампании Скотта.

### Кампания Скотта в карьере Роберта Ли

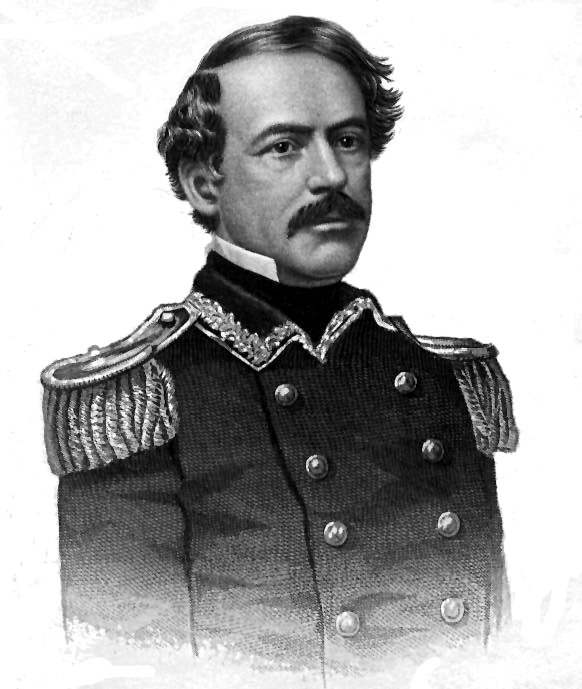
Капитан Роберт Ли в 1846 году

Дуглас Фримен писал, что 12 месяцев, которые Роберт Эдвард Ли провёл при штабе Скотта, стали самыми ценными в его карьере военного. Извлечённый из них опыт он потом постоянно применял в годы Гражданской войны. Во время кампании Ли близко познакомился с армией во всех её состояниях, кроме отступления, но так как Скотт мало использовал кавалерию, то Ли не оценил её пользы и тоже слабо использовал её в кампаниях 1862 года. Как офицер штаба, Ли присутствовал при всех совещаниях Скотта и при обсуждении всех стратегических решений. Фримен выделяет семь основных уроков, которые Ли вынес из этой кампании и которые повлияли на его стратегию в годы Гражданской войны: 1) наблюдая, как небольшая, но профессиональная армия сражается с большой, но плохо обученной, он научился уверенности и решительности в планировании операций; 2) наблюдая за Скоттом, Ли пришёл к мнению, что задача главнокомандующего — разработать план сражения, привести войска на позицию, но не командовать войсками на поле боя; 3) Скотт очень тщательно разрабатывал свои планы и полагался на профессиональных штабистов, и Ли точно так же привык рассчитывать на грамотных штабных офицеров, каковых у него впоследствии не оказалось; 4) Ли оценил ценность тщательной разведки и хорошего знания поля боя, и разведка стала его «второй натурой»; 5) Ли оценил важность фланговых манёвров, Второй Манассас был подражанием Серро-Гордо, а фланговый марш при Контрерас стал прообразом флангового марша в сражении при Чанселорсвилле; 6) Ли убедился в возможности наступления без коммуникаций и точно так же действовал во время Мэрилендской и Геттисбергской кампаний; 7) Ли оценил пользу укреплений: на полях сражений он мог наблюдать укрепления, построенные мексиканскими инженерами, обычно довольно профессиональными, и заключить, что они могли бы быть серьёзным препятствием, если бы их должным образом обороняли.
В ходе кампании Ли общался со многими офицерами, которые впоследствии стали его подчинёнными или противниками. Этот его опыт, однако, часто преувеличивается исследователями. Ли близко общался с Джозефом Джонстоном, часто видел Борегара и Густавуса Смита и смог составить о них представление. Он был достаточно близок с Джозефом Хукером из штаба Пиллоу, чтобы немного понять его характер. Однако лучше всего он знал Джорджа Макклеллана: они вместе вели рекогносцировку, вместе строили батареи, вместе строили дороги и управляли артиллерией, и это знание в будущем оказалось особенно ценным. Были и другие офицеры, с которыми Ли был близко знаком, но с ними он уже не сталкивался в годы Гражданской войны.